# Liste von Eisenbahnunfällen in Österreich

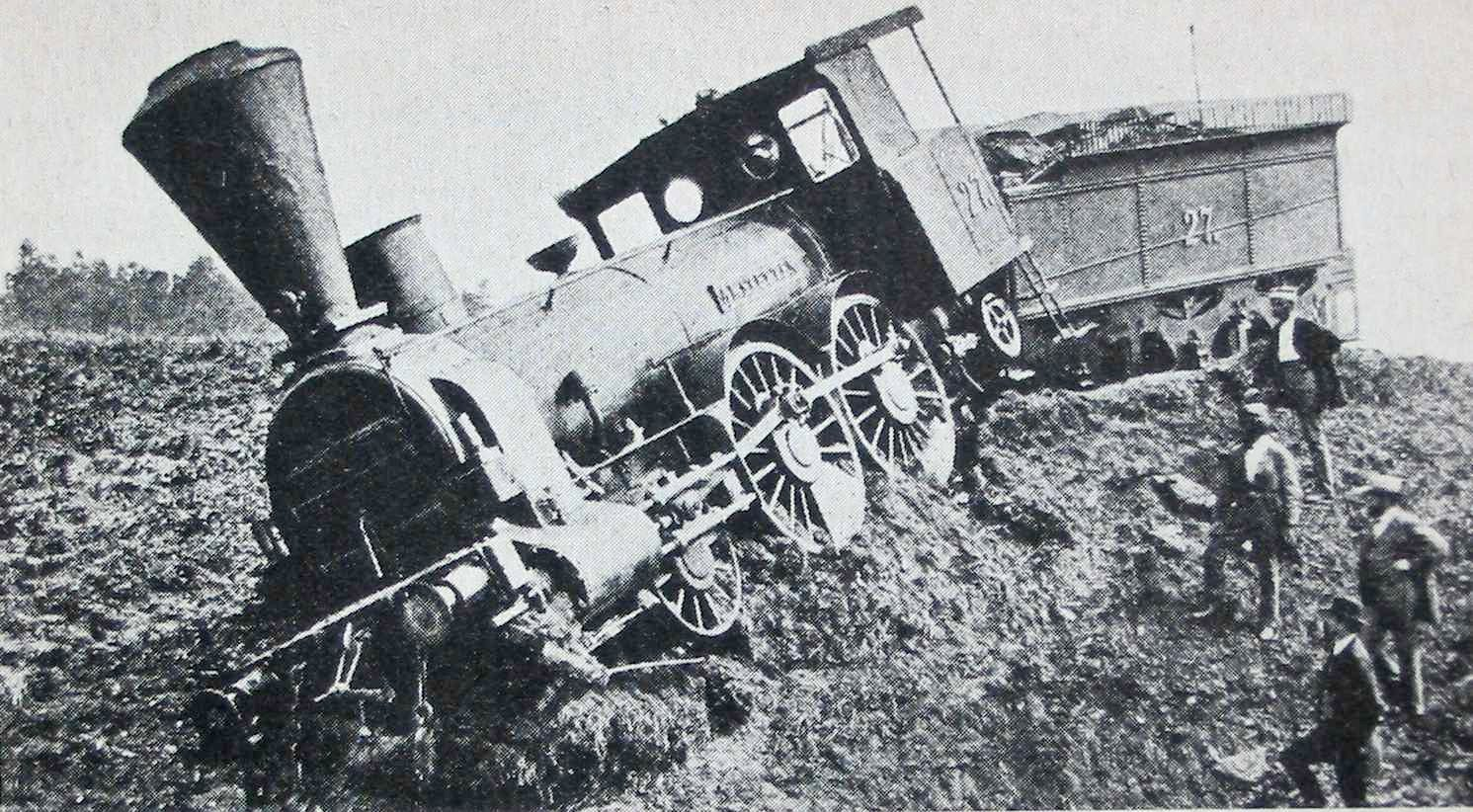
Der Eisenbahnunfall von Timelkam 1875 ging auf einen Radreifenbruch zurück. Damals war noch nicht bekannt, dass ein Bauteil schwingend nur weniger belastet werden darf als statisch.

Die Liste von Eisenbahnunfällen in Österreich enthält eine chronologische Auflistung von Unfällen bei den österreichischen Eisenbahnen, bei denen der Verlust von Menschenleben zu beklagen war oder erheblicher Schaden verursacht wurde. Wenn nicht besonders erwähnt, handelte es sich um Züge der Österreichischen Bundesbahnen (ÖBB).
Die Eisenbahn gilt im Vergleich zum Straßenverkehr als sehr sicher, doch auch hier lassen sich Unfälle nicht ausschließen. Die Zugbeeinflussung Indusi wurde ab 1963 in Österreich eingeführt, um Kollisionen zu vermeiden. Untersuchungsergebnisse der Sicherheitsuntersuchungsstelle des Bundes (SUB) können – für Ereignisse des Jahres 2010 und später – auf der Website des Bundesministeriums für Klimaschutz, Umwelt, Energie, Mobilität, Innovation und Technologie (BMK) eingesehen werden.
Ein Unfall mit einem Sachschaden von mehr als 2 Millionen Euro wird nach gegenwärtiger (2023) Definition als „schwerer Unfall“ eingestuft.

## 1839–1918

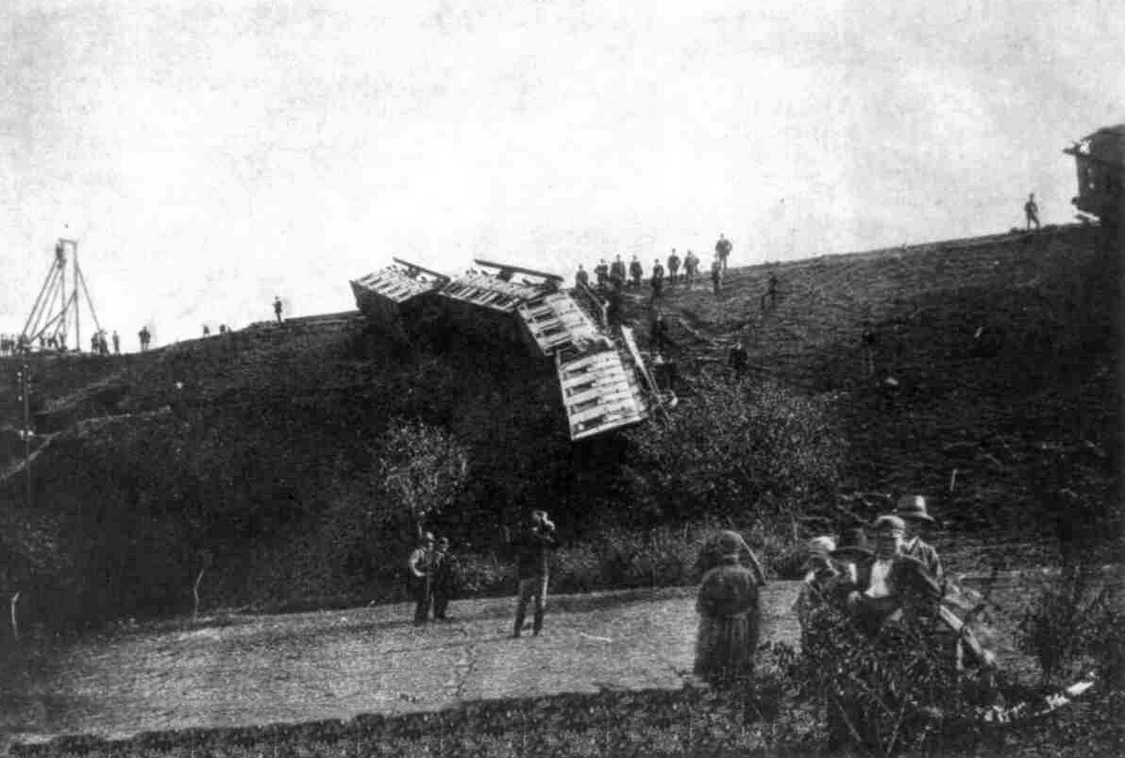
1890 stürzte bei Blowitz ein Zug von einem durchnässten Bahndamm.

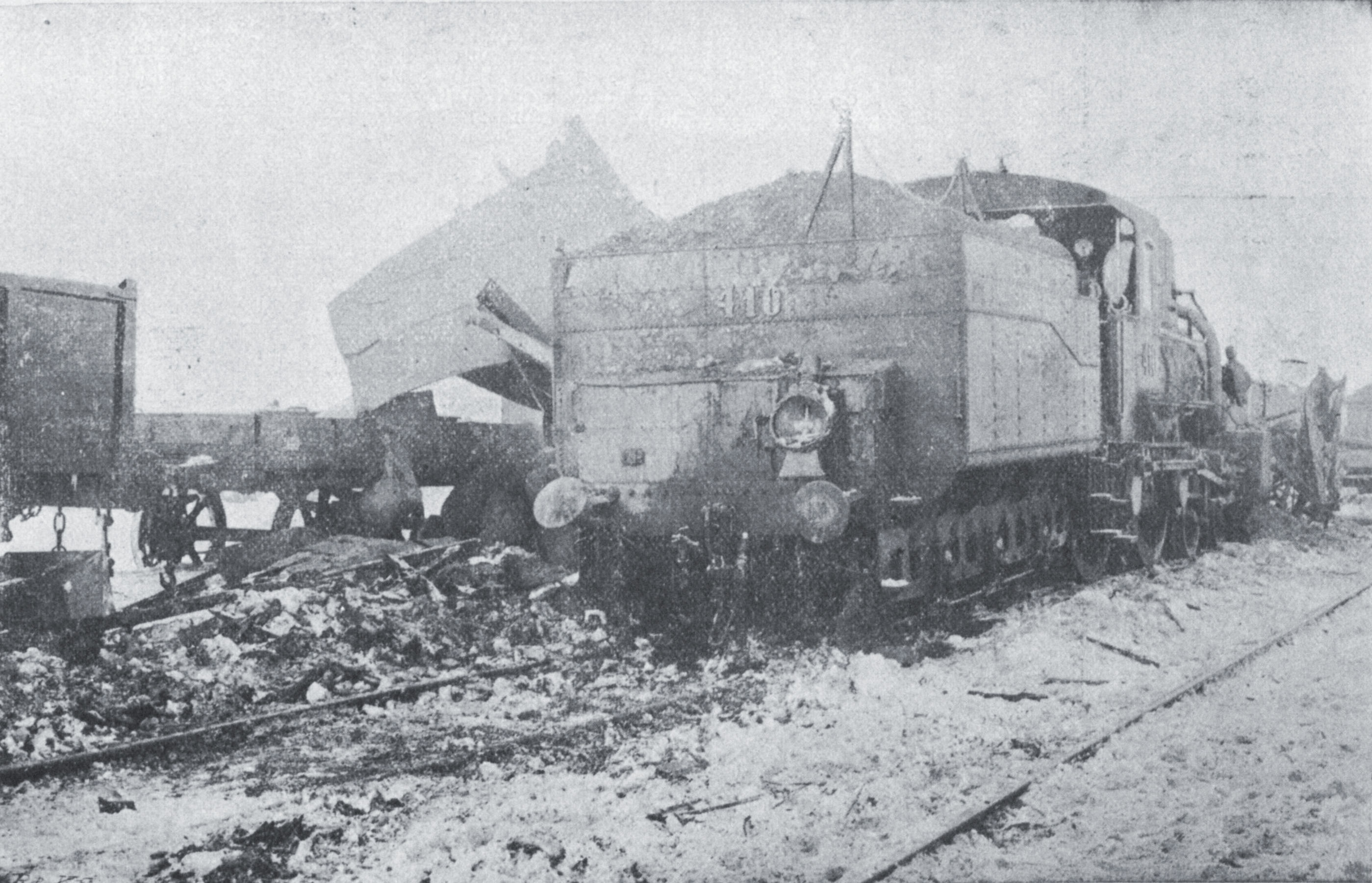
Der Eilzug Nr. 1 nach dem Zusammenstoß mit einem Güterzug.

Der Lokomotivkessel flog 1902 beim Unglück in Deutschlandsberg in einen benachbarten Garten

Branowitz – Auffahrunfall
Am 7. Juli 1839 verkehrten anlässlich der Eröffnung der Strecke Lundenburg–Brünn der a. priv. Kaiser Ferdinands-Nordbahn (KFNB) vier Festzüge von Wien nach Brünn. Bei der Rückfahrt musste der Lokomotivführer des zweiten Zugs im Bahnhof Branowitz wegen eines Schadens an der Lokomotive halten. Der dritte Zug fuhr auf den zweiten Zug auf. 60 Menschen wurden verletzt.

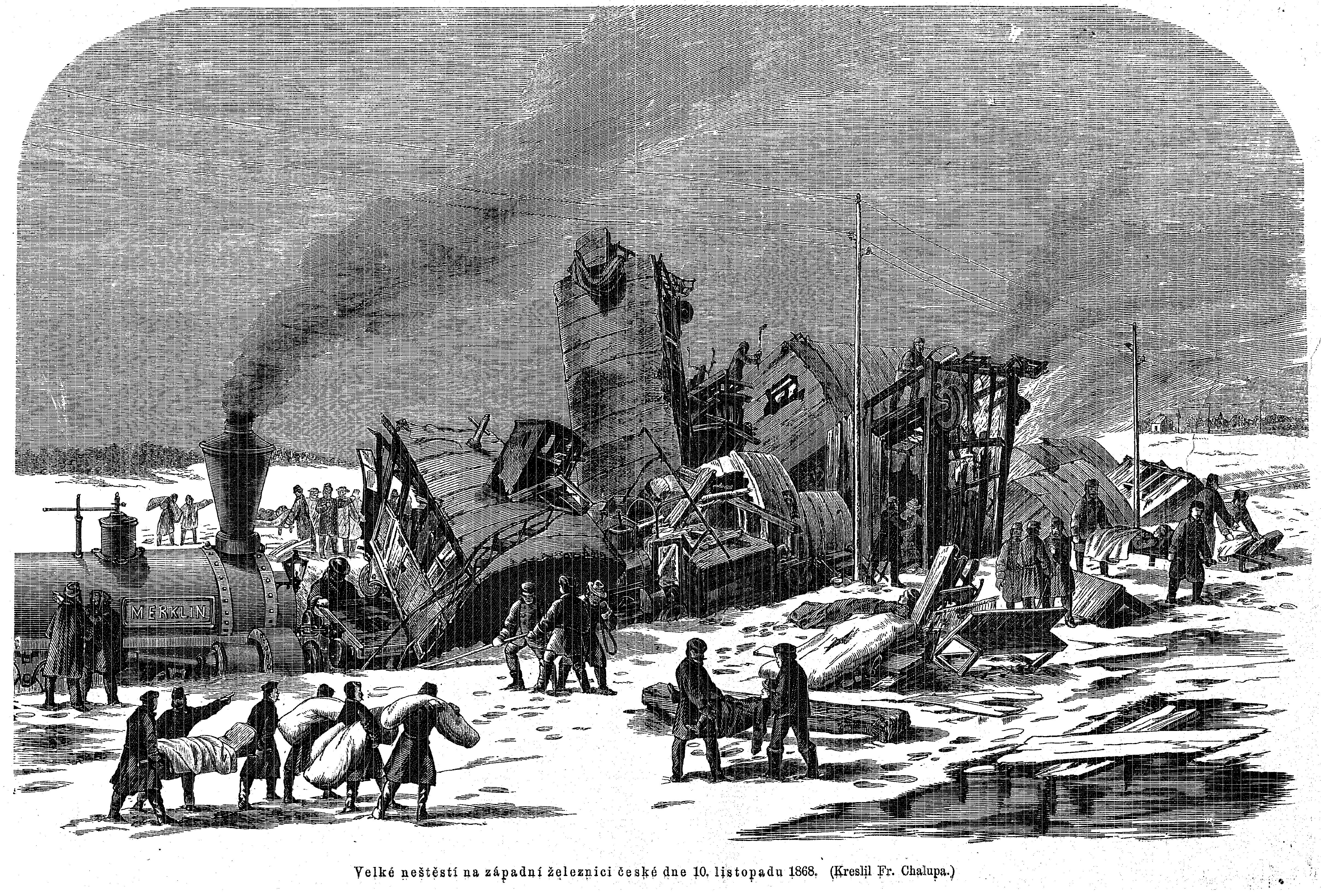
1868 fuhr in Cerhovice ein Zug auf eine steckengebliebene Komposition.

Zwischen Hullein und Napajedl – KesselzerknallAm 27. Juli 1848 zerknallte der Kessel der Lokomotive JASON der a. priv. Kaiser Ferdinands-Nordbahn (KFNB) auf der Bahnstrecke Wien–Krakau zwischen Hullein und Napajedl. Vier Menschen starben. Zwei weitere wurden verletzt.
Wien–Dornbach („Pferde-Eisenbahn“) – EntgleisungÜber die „officielle Eröffnung(sfahrt)“ am 4. Oktober 1865 wurde am Folgetag berichtet, dass „im Dornbacher Stationsgebäude ein Wagen entgleiste, welcher Unfall jedoch bald gut gemacht wurde“. Diese Eisenbahn lief als Straßenbahn in diese bis Ende 1891 noch selbständige Nachbargemeinde Wiens.
Zerwitz – AuffahrunfallAm 10. November 1868 ereignete sich bei der heutigen Haltestelle Zerwitz auf Bahnstrecke Prag–Pilsen der k.k. priv. Böhmischen Westbahn (BWB) ein Auffahrunfall bei der Fahrt im Zeitabstand. Während eines Schneesturms fuhr ein Güterzug auf einen in einer Schneewehe feststeckenden Personenzug auf. 28 Menschen wurden getötet und 60 verletzt. Um solche Unfälle zu verhindern, wurden Zugfolgeabschnitte eingeführt.
Auwal – Entgleisung

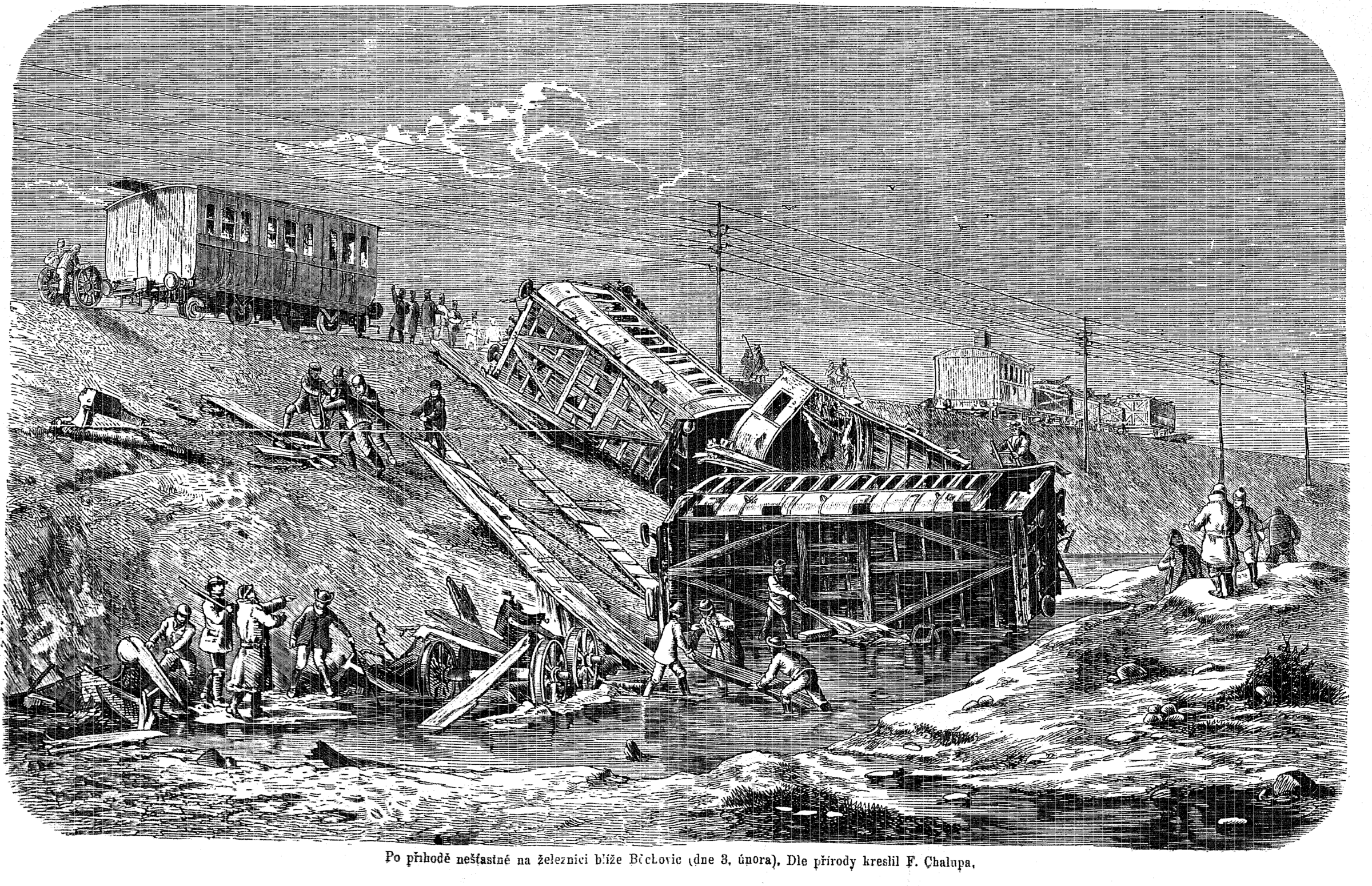
1869 stürzten bei Auval drei Reisezugwagen einen Bahndamm hinunter.

Am 3. Februar 1869 entgleisten auf der Bahnstrecke Wien–Prag–Bodenbach der priv. Österreichisch-ungarischen Staatseisenbahngesellschaft (StEG) die letzten drei Wagen des Schnellzuges Wien–Prag zwischen den Stationen Auwal und Biechowitz. Zehn Personen wurden verletzt, der Schaffner starb später. Der Unfall wurde wahrscheinlich durch eine Spurerweiterung infolge verfaulter Schwellen verursacht.
Oderberg – KesselzerknallAm 23. März 1871 zerknallte der Kessel der Lokomotive GLAUCOS der a. priv. Kaiser Ferdinands-Nordbahn (KFNB) im Bahnhof Oderberg. Ursache war vermutlich die vergessene Wasserspeisung durch das Lokomotivpersonal und daraus folgender Wassermangel.
Timelkam, Oberösterreich – Entgleisung
Am 19. Oktober 1875 entgleiste die Lokomotive Amstetten auf der österreichischen Westbahn beim Bahnhof Timelkam zwischen Linz und Salzburg. Ursache war Materialermüdung. Die Tatsache, dass ein Bauteil bei wechselnder Beanspruchung eine geringere Belastbarkeit aufweist als bei statischer, war damals noch nicht bekannt. Dies wurde erst durch August Wöhler entdeckt. Seitdem wird das Verformungs- und Versagensverhalten von Werkstücken bei zyklischer Beanspruchung im Wöhlerversuch ermittelt.
Nußdorf, Wien – entlaufener WagenAm 10. Juli 1883 entlief auf der Kahlenbergbahn ein mit Schwellen beladener Güterwagen, weil die Zahnradbremse nicht funktionierte. Der Wagen riss in der Talstation Nussdorf (damals Nußdorf) ein großes Loch in die sich hinter dem Gleisende befindliche Mauer. Die auf dem Wagen mitfahrenden Bahnarbeiter konnten sich durch Abspringen in Sicherheit bringen.
Tschertschan – EntgleisungAm 18. März 1889 entgleisten auf der Strecke Gmünd–Prag der k.k. priv. Kaiser Franz Josephs-Bahn (KFJB) zwischen dem Bahnhof Tschertschan und der heutigen Haltestelle Pyšely wegen eines Radbruchs sechs Reisezugwagen. Vier Personen verstarben, neun wurden verletzt.
Blowitz – EntgleisungAm 5. August 1890 entgleiste bei Blowitz auf Strecke Wien–Eger der k.k. priv. Kaiser Franz Josephs-Bahn (KFJB) bei der Überquerung einer Brücke ein Personenzug. Ein Teil des Zuges stürzte in einen Bach. Wegen starken Regens war der Bahndamm durchnässt und hielt dem Gewicht des Zuges nicht stand. Der Unfall forderte fünf Todesopfer und 42 Verletzte.
Höflein an der Donau, Niederösterreich - Auffahrunfall
11. August 1892 Von dem um 6:30 Uhr in Wien abgefahrenen Personenzug Nr. 133 wurde in der Haltstelle Höflein an der Donau die Maschine dienstuntauglich. Der dem Localzug folgende Personenzug Nr. 13 fuhr an den in der Haltestelle stehenden Localzug auf, wodurch die letzten 5 Wagen beschädigt wurden. Ein Passagier kam bei diesem Unfall ums Leben.

Kalwang, Steiermark – EntgleisungIn der Nacht von 16. auf 17. September 1892 entgleiste auf der Strecke Amstetten – Selzthal beim Abschnitt Kalwang – Wald bei Kalwang ein Schnellzug, wobei es neben Sachschaden auch zu Personenschaden kam. Aufgrund eines eingetretenen Kesseldefekts entgleiste die Vorspannmaschine des Pontafeler Schnellzuges, wodurch die Zugmaschine und die beiden nachfolgenden Wagen ebenfalls zur Entgleisung kamen. Der Führer und der Heizer des Schnellzuges kamen dabei ums Leben; das restliche Bahnpersonal und das Passagiere blieben unverletzt. Die Strecke der Rudolfsbahn blieb daraufhin kurzzeitig gesperrt, wurde aber noch am selben Tag wieder für den Verkehr freigegeben.
Bozen, Tirol – EntgleisungAm 9. November 1898 um 4.00 Uhr verließ der mit einer Zug- und Schublokomotive versehene Güterzug Nr. 53 den Bahnhof Bozen in Richtung Blumau. Weil die Weiche bei der Ausfahrt falsch gestellt war, fuhr der Zug in ein Auszugsgleis. Der Weichenwärter bemerkte zwar seinen Fehler und gab sofort ein Haltesignal, jedoch war es dem Lokführer nicht mehr möglich, den Zug rechtzeitig zum Stehen zu bringen. Es kam zu einer Entgleisung, wobei lediglich eine Person eine leichte Contusion erlitt. Auch der Sachschaden war relativ gering.
Kalsdorf, Steiermark – AuffahrunfallAm 24. August 1899 kam es am Bahnhof Kalsdorf auf der Südbahn zu einem Zusammenstoß zwischen einem Personenzug und einem Güterzug. Der aus Triest kommende Eilzug Nr. 1 war auf dem Weg nach Wien und bereits eine Stunde und 45 Minuten verspätet, als er um 5:45 Uhr auf dem Hauptgleis in den Bahnhof einfuhr. Aufgrund von dichtem Nebel konnte der Lokführer das Halt zeigende Signal nicht erkennen. Die Geschwindigkeit betrug zu dem Zeitpunkt ca. 75 km/h. Auf demselben Gleis befand sich der Lastenzug Nr. 171. Als der Lokführer des Eilzuges diesen bemerkte, leitete er umgehend eine Bremsung ein. Der Aufprall konnte damit zwar nicht mehr verhindert, aber die Geschwindigkeit auf ca. 50 km/h verringert werden. Sieben Wagen des Güterzuges wurden zerstört. Der Postwagen und der Gepäckwagen des Eilzuges wurden ineinander geschoben. Ein Ofen, welcher sich im Postwagen befand, setzte die beiden Wagen in Brand. Nachdem die Reisenden aus dem Schlafwagen geflüchtet waren, griff das Feuer auch auf diesen über. Der Leiter des Postwagens verstarb. Ein Postbeamter, ein Postdiener, der Zugführer, der Lokführer und ein Fahrgast wurden schwer verletzt. Mehrere Personen wurden leicht verletzt („unwesentliche Verwundungen“). Dreizehn Eisenbahner, welche an der Unglücksstelle beschäftigt waren, wurden verhaftet. Erst am Vortag des Unglücks waren ebenfalls am Bahnhof Kalsdorf zwei Güterzüge zusammengestoßen. Auch bei diesem Vorfall war starker Nebel für den Unfall mitverantwortlich.
Deutschlandsberg – KesselzerknallAm 2. Februar 1902 kam es im Bahnhof Deutschlandsberg der Wieserbahn zu einer Kesselexplosion bei der die Lok 151 „Pölfing“ zerstört und der Lokführer, der Heizer, ein Verschieber und ein Magazineur getötet wurden. Als Ursache des Unglücks wurde genannt, dass dem erst 1898 gebauten Dampfkessel der Lokomotive zu wenig Wasser zugeführt worden sei. Dieser Unfall wurde von den Eisenbahnbehörden zum Anlass genommen, bei Dampflokomotivkesseln den Einbau einer Schmelzsicherung (Schmelzpfropfen, Bleischraube) vorzuschreiben, die bei Überhitzung schmolz und es damit dem restlichen Wasser des Kessels möglich machte, in die Feuerbox vorzudringen und dort das Feuer zu löschen oder zumindest zu dämpfen.
Ardning, Steiermark - Entgleisung wegen DammrutschungAm 24. Februar 1908 entgleiste auf der Pyhrnbahn bei Ardning Zug Nr. 615 von Linz nach Selzthal wegen einer Dammrutschung. Bei dem Unglück kam der Heizer auf der 106.74 ums Leben, 13 Personen wurden verletzt.
Popowitz – Entgleisung
Am 13. Oktober 1909 entgleiste die Lokomotive eines Güterzuges bei Popowitz auf der Strecke Brünn–Vlarapass der k.k. priv. Österreichisch-Ungarischen Staatseisenbahngesellschaft (StEG). Das Lokomotivpersonal kam ums Leben, zwei Zugbegleiter wurden schwer verletzt.
Uhersko – Frontalzusammenstoß
Am 25. Dezember 1909 stieß auf der Bahnstrecke Wien–Prag der priv. Österreichisch-ungarischen Staatseisenbahngesellschaft (StEG) ein Schnellzug aus Prag frontal mit einem in der Station Uhersko wartenden Güterzug zusammen. 13 Menschen starben.
Rottenmann, Steiermark - FrontalzusammenstoßAm 20. September 1910 um 2.20 Uhr stießen auf der Rudolfsbahn in der Haltestelle Stadt Rottenmann die beiden Schnellzüge 102 von Pontafel nach Wien und 101 aus Wien zusammen. Fahrplammäßig sollten die beiden Nachtschnellzüge am Bahnhof Rottenmann kreuzen. Der Schnellzug durchfuhr jedoch den Bahnhof Rottenmann mit langsamer Geschwindigkeit, ohne den Gegenzug abzuwarten, und beschleunigte dann rasch. Der Bahnhofsvorstand in Rottenmann versuchte das Unglück noch zu verhindern, indem er zur Haltestelle Stadt Rottenmann telegrafierte, doch die Meldung kam aufgrund der kurzen Fahrzeit zwischen den beiden Betriebsstellen zu spät. Der Lokführer des Schnellzuges 101 konnte noch eine Notbremsung einleiten, den Zusammenprall der beiden mit 110.516 und 329.27 bespannten Züge aber nicht verhindern. Der Unfall forderte acht Todesopfer, darunter den Lokführer des Zuges 102, zehn Schwerverletzte und 19 Leichtverletzte.
Westendorf, Tirol – AuffahrunfallAm 22. März 1916 ereignete sich Nachts um ca. 4 Uhr auf der Salzburg-Tiroler-Bahn ein Auffahrunfall. Der Zug Nr. 179 fuhr im Bahnhof Westendorf auf den ausfahrenden Zug Nr. 177 auf. Drei Personen kamen ums Leben, fünf wurden verletzt (eine davon schwer). Mehrere Wagen wurden bei dem Aufprall zerstört.
Zagorje, Untersteiermark – Entgleisung infolge ErdrutschAm 19. Jänner 1917 wurde zwischen den Bahnhöfen Zagorje ob Savi (Sagor) und Trbovlje (Trifail) an der Bahnstrecke Spielfeld-Straß–Trieste ein Postzug von einem Erdrutsch erfasst. Ein Teil des Zuges wurde verschüttet, ein anderer Teil des Zuges in die Save gedrückt. Ein Hilfszug fuhr zudem in die Trümmer, was weitere Menschenleben forderte. 40 Menschen starben beim Eisenbahnunfall.
Pragersko, Untersteiermark – Explosion eines MunitionszugsAm 10. Juli 1917 explodierten im Bahnhof Pragerhof (heute: Pragersko) an der Bahnstrecke Spielfeld-Straß–Trieste ein Munitionstransport. 43 Menschen starben.
Rudnik nad Sanem, Galizien – Explosion eines MunitionszugsAm 17. Juli 1917 explodierte ein im Bahnhof von Rudnik nad Sanem abgestellter Munitionszug des österreichisch-ungarischen Militärs. 59 Menschen starben.
Rekawinkel, Niederösterreich – AuffahrunfallAm 19. August 1917 ereignete sich gegen 23 Uhr auf der Westbahn am Bahnhof Rekawinkel ein Auffahrunfall. Der am Gleis stehende Lokalzug Nr. 219 war bereits abgefertigt, als der Personenzug Nr. 11, welcher auf dem Weg von Wien nach Salzburg war, auf ihn auffuhr. Die zwei hinteren Wagen des Lokalzugs wurden dabei zerstört. Drei Personen kamen ums Leben, 39 wurden verletzt, davon 20 schwer. Unglücksursache war ein Versagen der Saugluftbremse bei Zug Nr. 219, die einen längeren Aufenthalt am Bahnhof erforderlich machten als geplant. Der „Assistent der Staatsbahnen“ gab Anweisung an den Blocksignaldiener, die Einfahrt freizugeben. Entgegen der Vorschriften, hatte sich keiner der beiden vergewissert, ob das Gleis frei ist. Im anschließenden Prozess wurden beide freigesprochen, da der Unfall in einem „unvorhergesehenem Ereignis“ seinen Ursprung hatte.
Planina, Innerkrain – Entlaufene Wagen prallen in GüterzugAm 24. September 1917 kollidierten vor dem Bahnhof Planina der Bahnstrecke Spielfeld-Straß–Trieste entlaufene Wagen eines Militärzugs mit einem folgenden Güterzug. 29 Menschen starben.
Loitsch, Innerkrain – Explosion eines MunitionstransportsAm 1. Oktober 1917 explodierten aus unbekannter Ursache um 13.30 Uhr im Bahnhof Loitsch (heute: Logatec) an der Bahnstrecke Spielfeld-Straß–Trieste 90 Tonnen in Kisten verpackte Geschützmunition, die sich in neun abgestellten Güterwagen befanden. 34 Menschen starben, 75 weitere wurden verletzt. Bahnanlagen und Gebäude im Umfeld sowie 53 Güterwagen wurden zerstört, weitere beschädigt. Der folgende Brand konnte erst nach drei Tagen gelöscht werden.
Trzciana, Galizien – Frontalzusammenstoß
Am 14. Jänner 1918 stießen in Trzciana zwei Schnellzüge frontal zusammen, weil ein Fahrdienstleiter einen Fehler zu spät bemerkte. 16 Menschen starben, 88 wurden verletzt.
Sternthal, Untersteiermark – Entgleisung
In der Nacht vom 5. auf den 6. November 1918 entgleiste zwischen Sternthal und Pettau vermutlich aufgrund eines Achsbruchs ein überwiegend mit ungarischen Soldaten besetzter Heimkehrerzug, wobei mindestens 63 Menschen starben und mindestens 121 weitere verletzt wurden.
Auschwitz, Galizien – Entgleisung wegen Schnellbremsung
Am 3. August 1918 entgleiste ein gemischter Zug während einer Schnellbremsung auf der Weichselbrücke in Auschwitz. Acht Menschen starben bei dem Unfall, 30 wurden verletzt.
Ugovizza, Kärnten – Frontalzusammenstoß
Am 14. August 1918 stießen im Bahnhof von Uggowitz an der Rudolfsbahn zwei Züge mit Fronturlaubern zusammen. 11 Menschen starben.
Kapfenberg, Steiermark – Kollision dreier ZügeAm 21. Oktober 1918 kollidierte bei Kapfenberg ein Fronturlauberzug mit einem stehenden Güterzug. Danach prallte ein entgegenkommender Schnellzug in die Trümmer. 13 Menschen starben.

## 1919–1969

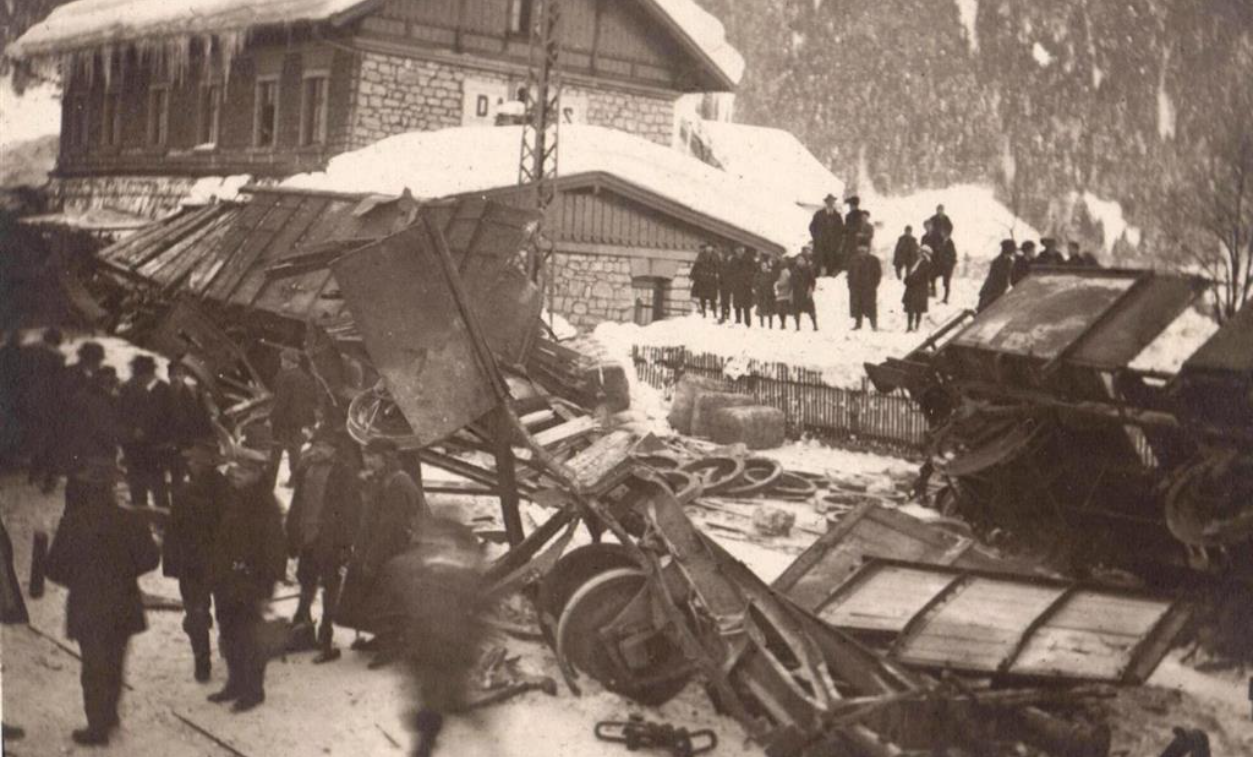
Der Bahnhof Dalaas bildet am 13. Jänner 1924 ein Trümmerfeld.

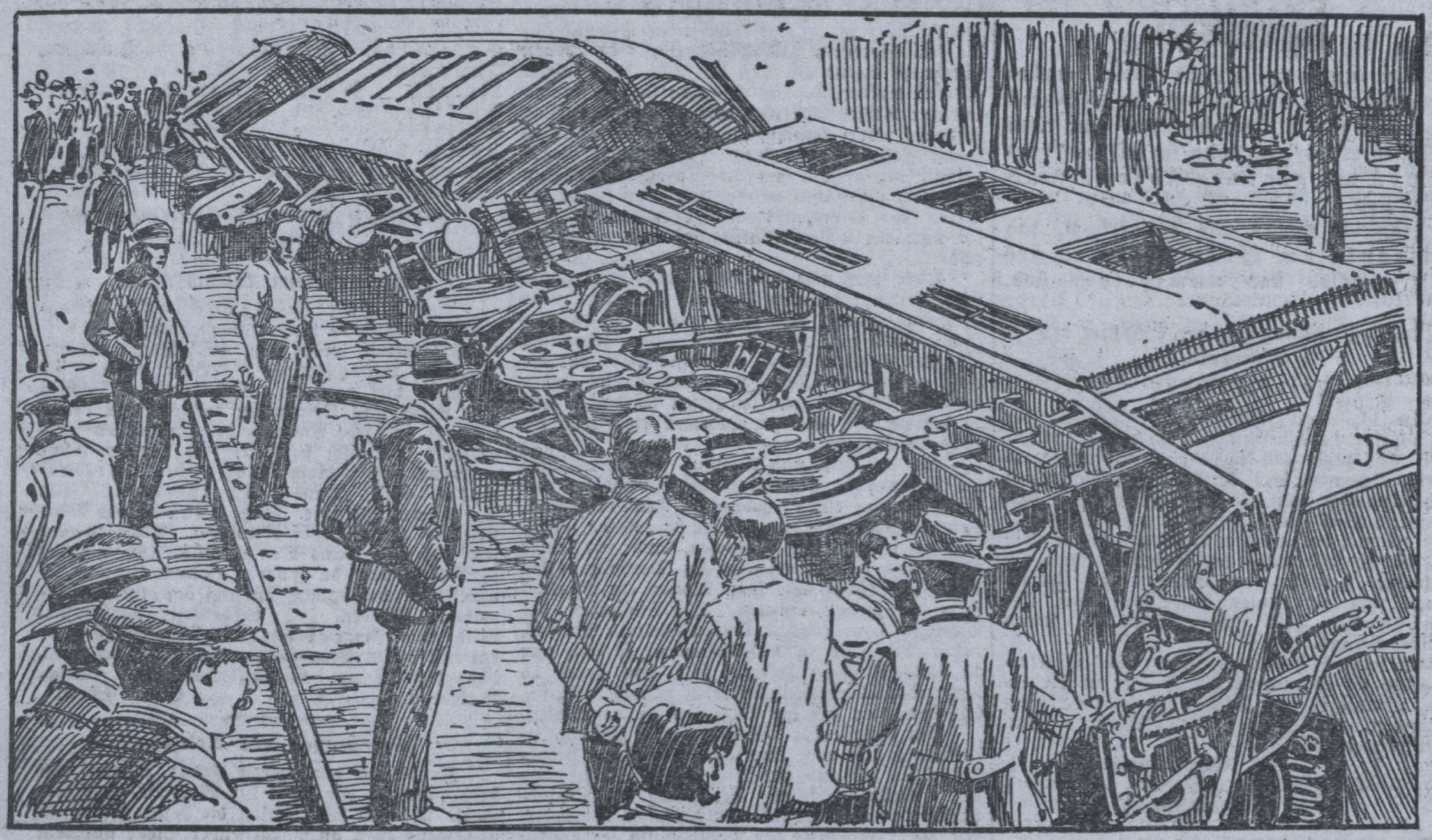
Zeichnung anhand eines Fotos von der Unglücksstelle an der Außerfernbahn

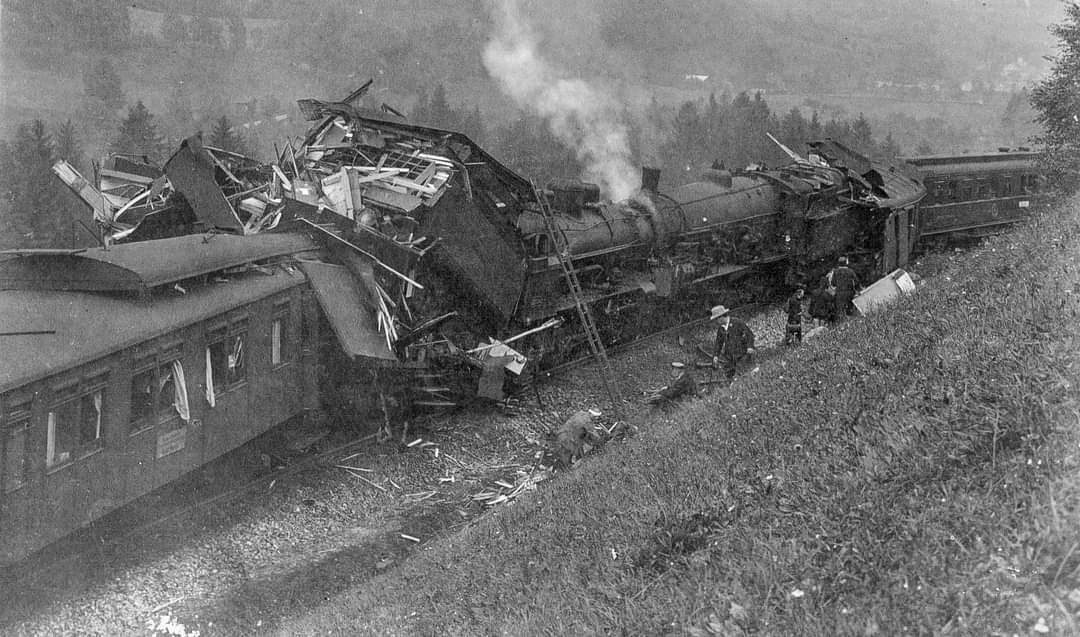
Verunfallte Lokomotiven auf der Tauernbahn

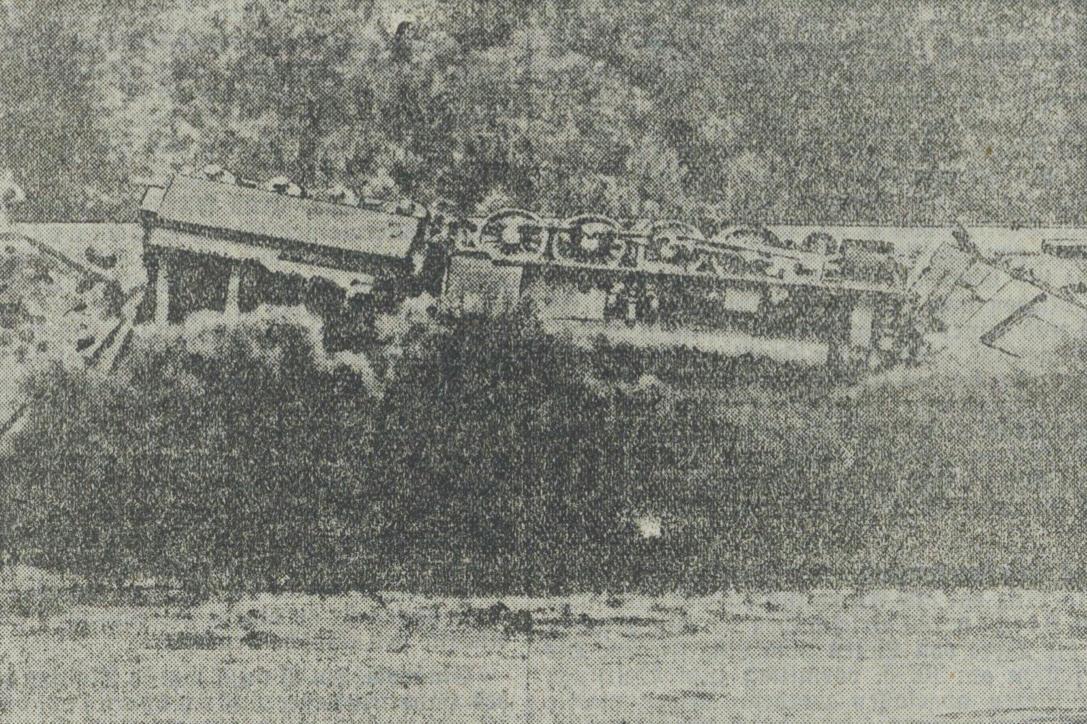
Umgestürzte D-Zug-Lokomotive am Mur-Ufer.

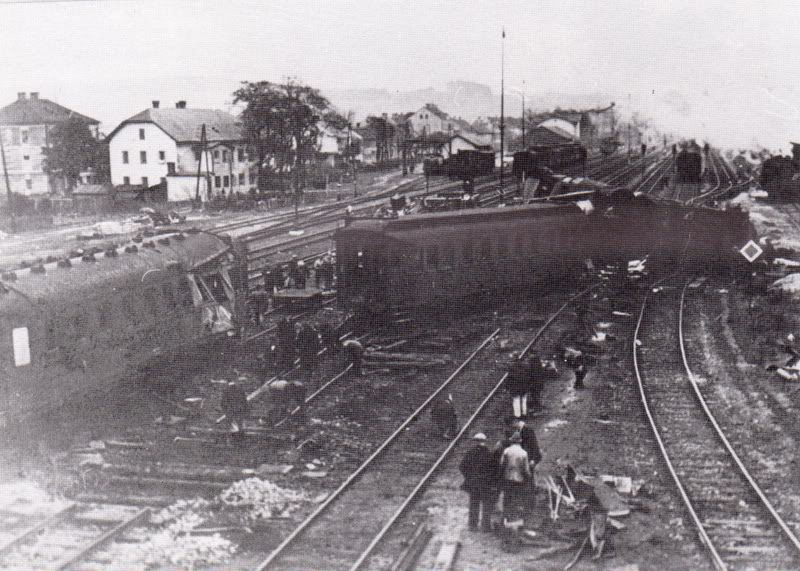
1939 verunfallte in St. Valentin der D54

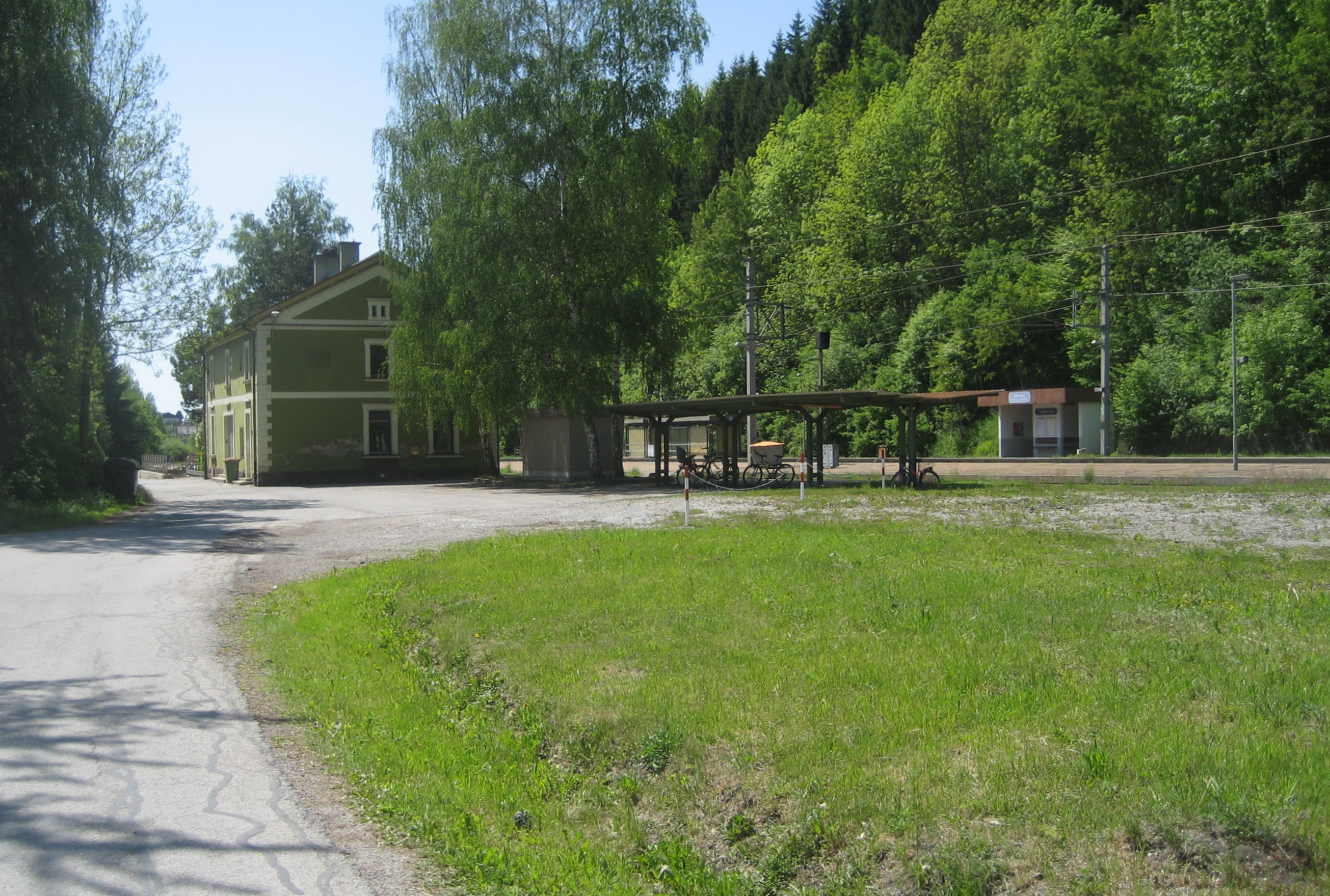
1951 kam es im Bahnhof Langenwang zu einem schweren Unfall.

Laa an der Thaya, Niederösterreich – Zug stürzt Böschung hinabAm 1. Juni 1919 entgleiste wegen eines Schienenbruchs zwischen Laa an der Thaya und Rotenseehof an der Bahnstrecke Novosedly–Zellerndorf ein Personenzug und stürzte die Böschung hinunter. Dabei gab es zwei Tote, einen Schwerverletzten und einige leicht Verletzte. Eine Fotodokumentation des Unfalls mit 15 Bildern des verunfallten Zuges konnte man nach dem Unglück in Laa erstehen.
Wiener Lokalbahn, Niederösterreich – Brand in TriebwagenAm 11. Juli 1919 geriet ein von Baden nach Wien verkehrender Triebwagen der elektrischen Lokalbahn Wien–Baden in Brand. Durch die Stichflammen wurden zwölf Fahrgäste schwer verletzt.
Felixdorf, Niederösterreich – Zusammenstoß bei starkem SchneefallIn der Nacht vom 5. auf den 6. Februar 1921 stießen bei Felixdorf auf der Südbahn bei starkem Schneefall ein aus Italien kommender Schnellzug mit einem Güterzug zusammen. Sieben Reisende starben, 14 wurden schwer verletzt.
Westrampe der Arlbergbahn, Vorarlberg – Infolge Zugtrennung entlaufene WagenAm 13. Jänner 1924 rissen beim Anfahren nach einem außerplanmäßigen Halt im ehemaligen Großtobeltunnel vor dem Bahnhof Langen am Arlberg 14 Waggons eines Güterzuges ab. Sie rasten auf der über längere Abschnitte mehr als 30 ‰ steilen Strecke zurück in Richtung Bludenz und konnten erst nach ca. 10 km Geisterfahrt über ca. 250 Höhenmeter durch eine im Bahnhof Dalaas absichtlich herbeigeführte Entgleisung aufgehalten werden. Dazu stellte der dort tätige Bedienstete eine Weiche auf „halb“. Zwei der fünf Bremser konnten vor der Station Danöfen abspringen und unverletzt bleiben. Die anderen drei sollen bei der Entgleisung aus ihren Bremserhäuschen geschleudert und, da sie in hohen Schnee fielen, „nur“ leicht verletzt worden sein. Die bei hoher Geschwindigkeit – von der Zugtrennung bis zur Entgleisung vergingen je nach Angabe 4 bis 7 Minuten – zum Entgleisen gebrachten Waggons zerstörten in Dalaas große Teile der Bahninfrastruktur.
Hieflau, Steiermark - LawinenunglückAm 8. Feber 1924 verschüttete eine Lawine bei Hieflau einen Zug. Das Unglück forderte vier tote Bahnbedienstete, zwei tote Fuhrleute und einen toten Wehrmann, der bei den Räumarbeiten von einem Waggon erdrückt wurde. Die Lawine hatte über eine Höhe von 15 Meter die Bahnstrecke verschüttet.
Lermoos, Tirol – Entgleisung eines führerlos gewordenen PersonenzugesAm 7. April 1926 ereignete sich auf der Außerfernbahn zwischen den Haltestellen Schanz und Schober, kurz nach Überquerung der Loisach, eine Entgleisung. Um eine Sichtkontrolle des Stromabnehmers durchzuführen, beugte sich der Lokführer während der Fahrt aus seinem Führerstand und stürzte dabei vom Fahrzeug, so dass dieses führerlos wurde. Durch das Gefälle nahm der Zug eine immer höhere Geschwindigkeit auf. Als nach einiger Zeit die Notbremse gezogen wurde, war es bereits zu spät. Der Zug wurde in einer Kurve aus den Schienen geschleudert und kippte auf der linken Seite vom 1,5 Meter hohen Bahndamm. Vier Personen wurden schwer und sieben leicht verletzt. Der Oberbau war auf einer Länge von 150 Metern zerstört.
Sigmundsherberg, Niederösterreich – Kollision zweier ZügeAm 5. Dezember 1927 stieß der aus Berlin kommende D-Zug 62 nach Wien bei Sigmundsherberg mit einem Güterzug zusammen.
Loifarn, Salzburg – Frontalzusammenstoß auf der TauernbahnAm 22. August 1929 stießen kurz vor Mittag auf der Tauernbahn zwischen den Bahnhöfen Schwarzach-St. Veit und Loifarn ein Personenzug und ein Schnellzug frontal zusammen. Der von Villach kommende Personenzug Nr. 716 hätte in Loifarn die Kreuzung mit dem von Schwarzach kommenden Schnellzug Nr. 115 abwarten müssen, der an diesem Tag jedoch verspätet war. Der Fahrdienstleiter von Loifarn fertigte den Personenzug ab, ohne die Kreuzung abzuwarten, worauf es auf der eingleisigen Strecke im Salzachtal, kurz nachdem der Personenzug einen Tunnel verlassen hatte, zum Zusammenprall mit dem bergwärts fahrenden Schnellzug kam. Das Unglück forderte vier Todesopfer und 34 Verletzte.
Göß, Steiermark – Entgleisungen durch Auffahrt eines D-Zugs auf einen GüterzugAm 16. August 1931 ereignete sich um 3:50 Uhr auf der Strecke Bruck an der Mur–Leoben zwischen den Bahnhöfen Hinterberg und Göß ein Auffahrunfall. Der Gütereilzug 8686 wartete vor dem Einfahrtssignal von Göß, als der aus Rom kommende D-Zug 288 mit ca. 40 km/h auf diesen auffuhr. Mehrere Wagen wurden ineinander geschoben und stürzten teilweise eine ca. 10 Meter hohe Böschung hinab, an deren Fuße die Mur fließt. Das Unglück forderte 16 Tote und fünf Schwerverletzte. Beim anschließenden Gerichtsprozess wurden mehrere Vorschriftsverletzungen bei zwei Fahrdienstleitern und einem Weichensteller festgestellt. Der Fahrdienstleiter von Göß war an seinem Arbeitsplatz eingeschlafen und bemerkte den wartenden Güterzug nicht rechtzeitig. Der Fahrdienstleiter von Hinterberg sagte aus, den vorgeschriebenen Gegenruf für den Güterzug unterlassen zu haben. Der ebenfalls verurteilte Weichensteller war, wie der Fahrdienstleiter von Göß, eingeschlafen und konnte daher nicht reagieren.
Oftering, Oberösterreich – Entgleisung nach Entfernung einer SchieneAm 10. April 1934 entgleiste um 02.49 Uhr der Zug D117 bei Oftering, nachdem eine Schiene entfernt worden war. Der Heizer der Lokomotive 214.06 wurde dabei getötet, mehrere Personen in den dahinter gereihten Dienst- und Postwagen wurden zum Teil schwer verletzt. Zunächst wurde über einen politischen Hintergrund infolge der Februarkämpfe von 1934 spekuliert. Als die Täter im Dezember 1936 gefasst werden konnten, stellte sich die Tat als Versuch eines Postraubes heraus.
St. Valentin, Niederösterreich – Überhöhte GeschwindigkeitAm 25. Oktober 1939 fuhr der Schnellzug 54 mit voller Geschwindigkeit durch den Bahnhof St. Valentin, obwohl das Einfahrsignal verminderte Geschwindigkeit anzeigte. Die Lokomotive 12 006 passierte die erste, in Ablenkung stehende Weiche. Dadurch begann sie zu schwanken und entgleiste bei der nächsten Weiche. Der Unfall forderte 17 Tote, darunter der berühmte Chirurg Anton von Eiselsberg und acht Angehörige der deutschen Wehrmacht.
Nikolsdorf, Osttirol – Personenzug stürzt in die DrauAm 18. September 1942 stürzte bei Nikolsdorf wegen eines Hochwassers ein Personenzug in die Drau. Das Unglück forderte 22 Tote und ungefähr 100 Verletzte.
Helpfau-Uttendorf, Oberösterreich – Auffahrunfall infolge einer falsch gestellten WeicheAm 15. Dezember 1943 kollidierte am Bahnhof Uttendorf-Helpfau ein aus Braunau kommender Personenzug mit einem stehenden Postwagen. Zwei der am Bahnsteig wartenden Fahrgäste (eine Frau und ein Mann) kamen dabei ums Leben. Drei weitere Personen wurden verletzt. Ursächlich für den Unfall war eine falsch gestellte Weiche. Anstatt auf das Hauptgleis, wurde der Personenzug fälschlicherweise auf das Nebengleis gelenkt, das dem Bahnhofsgebäude am nächsten lag. Die kriegsbedingte Verdunkelung des Bahnhofs erschwerte die Aufräumarbeiten.
St. Gotthard im Mühlkreis, Oberösterreich – Entgleisung eines Güterzugs aufgrund von ÜberladungIm November 1945 (am 22. oder 23. des Monats, unklare Quellenlage) kam es am sog. Saurüssel, in unmittelbarer Nähe zum Gasthaus Saurüsselwirt in Rottenegg (St. Gotthard im Mühlkreis), zu einer Entgleisung eines Güterzuges. Bei dem aus 16 Wagen bestehendem Zug, welcher mit Lebensmittel beladen war, versagten bei der Fahrt bergab die Bremsen. 15 Wagen entgleisten und stürzten eine vier Meter hohe Böschung hinab. Ein Wagen sowie die Lok blieben unversehrt. Auf dem Zug befanden sich außerdem 40 sowjetische Besatzungssoldaten. Acht von ihnen kamen bei dem Vorfall ums Leben. Der Lokführer und der Zugführer wurden zu langjähriger Lagerhaft in der Sowjetunion verurteilt, obwohl sie beteuerten, auf die Überladung hingewiesen zu haben, aber die Sowjets ein Abkuppeln von Wagen nicht erlaubten. Ein 1948 von Bundeskanzler Figl gestelltes Gnadengesuch für die beiden Eisenbahner wurde abgelehnt.
Arlbergbahn-Westrampe – Güterzug entgleist nach Bremsversagen
Am 15. Februar 1947 entgleisten alle 33 Wagen eines Güterzuges zwischen Dalaas und Braz nach einem Bremsversagen. Das Gefälle beträgt dort über längere Abschnitte 30 ‰ oder mehr. Die Lok kam erst in Nüziders zum Stehen.
Scharfling, Oberösterreich – Lokalbahnlok stürzt in Tiefe
Am 21. März 1948 stürzte auf der Salzkammergut-Lokalbahn (SKGLB) die Lok 6 kurz vor dem Scharflinger Tunnel wegen eines Felssturzes in die Tiefe. Dabei fand die Lokbesatzung den Tod. Da die Kupplung brach, blieben die Wagen des Leerpersonenzugs auf dem Gleis und das sich darin befindende Personal überlebte den Unfall. Die Lok wurde derart beschädigt, dass sie ausgemustert und verschrottet wurde.
Wald im Pinzgau, Salzburg – Personenzug aufgrund von Unterspülung in Salzach gestürztAm 15. August 1949 waren auf der Pinzgauer Lokalbahn zwischen Wald und Krimml ca. 50 Meter des Bahndamms durch anhaltende Regenfälle unterspült. Um 20:30 Uhr passierte der Zug Nr. 29 die betroffene Stelle. Dabei stürzten die Lok sowie der erste Wagen in die Salzach. Der Lokführer verstarb an Ort und Stelle, eine Frau erlitt schwere Verletzungen.
Langenwang, Steiermark – Expresszug fuhr in rangierenden Güterzug
Am 26. September 1951 fuhr im Bahnhof Langenwang an der österreichischen Südbahn ein Schnellzug in die Flanke eines rangierenden Güterzuges. Bei dem Eisenbahnunfall kamen 21 Menschen ums Leben.
Hieflau, Steiermark – FlankenfahrtAm 15. Juli 1952 fuhr im Bahnhof Hieflau auf Weiche 1 die 52.798 in die Flanke des ausfahrenden Personenzuges P 2412. Der Zug bestand aus 5 Wagen und war mit der Dampflok 15.009 bespannt. Das Unglück forderte 3 Tote, 38 Schwer- und 22 Leichtverletzte. Ursache war das Überfahren eines „Verschub verboten“ zeigenden Verschubsignales durch die nicht streckenkundige Lokmannschaft der 52.798.
Böheimkirchen, Niederösterreich – Entgleisung eines D-ZugesAm 4. August 1952 entgleiste der D 225 von Wien nach Paris bei der Einfahrt in den Bahnhof Böheimkirchen. Wegen Elektrifizierungsarbeiten war Gleis 1 gesperrt, der Lokomotivführer der 12.004 fuhr aber mit unverminderter Geschwindigkeit in die Ablenkung der Weiche, worauf die Lokomotive umstürzte und neben dem Gleis zu liegen kam. Die nachfolgenden Wagen rollten daran vorbei und kamen mit verhältnismäßig geringen Schäden zum Stehen. Ein Arbeiter im Bahnhof wurde getötet, der Heizer wurde schwer, 15 Fahrgäste leicht verletzt.
Dalaas, Vorarlberg – Lawinenkatastrophe im Bahnhof DalaasBereits am Vortag des 12. Jänner 1954 führten zahlreiche Lawinenabgänge zu einer Sperrung der Arlbergstrecke. Kurz nach Mitternacht erfasste die Muttentobellawine den seit dem Vormittag des 11. Jänner im Bahnhof Dalaas eingeschlossenen E 632 Bregenz–Wien. Die vor dem Aufnahmegebäude stehende Lokomotive 1020.42 wurde auf die Seite geworfen und verschüttet. Durch ihr Gewicht rettete die Maschine einen Teil des Gebäudes. Drei Wagen wurden bis 100 Meter weit weggeschleudert. Die anderen beiden Wagen blieben auf dem Gleis stehen, wurden jedoch von meterhohen Schneemassen zugeschüttet. Die Lawine riss den von der Lokomotive nicht geschützten Teil des Gebäudes mit dem Warteraum, in dem sich Reisende des Zuges befanden, weg. Sie forderte 10 Todesopfer. Während die Reisenden aus den umgestürzten Wagen lebend geborgen werden konnten, gelang es aus dem verschütteten Bahnhof nur den Weichenwärter, den Vorstand und einen schwerverletzten Schaffner zu retten. Das Gebäude musste dennoch abgerissen und durch einen Neubau etwas abseits der Lawinenzugbahn ersetzt werden.
→ Siehe auch: Lawinenkatastrophe von 1954 in Vorarlberg
Ober Olberndorf, Niederösterreich – Entgleisung eines EilzugesAm 27. Oktober 1954 um 8.15 Uhr entgleiste der E 2202 von Retz nach Wien zwischen Ober Olberndorf und Stockerau infolge eines Schienenbruchs. 3 Tote und 42 Verletzte waren zu beklagen.
St. Martin-Sittich, Kärnten – Zusammenstoß wegen falsch gestellter WeicheAm 11. September 1955 um 15.36 Uhr kam es auf der Rudolfsbahn bei km 345,3 zwischen St. Martin-Sittich und Mautbrücken zum Zusammenprall des mit der 52.2428 bespannten, aus 7 Wagen bestehenden Personenzuges P 4503 von St. Veit a. d. Glan nach Villach und dem von der 52.6810 geführten Güterzuge G 5368. 9 Reisende und der Lokomotivführer des Güterzuges wurden getötet. Unglücksursache war eine vom alkoholisierten Weichenwärter in St. Martin-Sittich falsch gestellte Weiche.
Judenburg, Steiermark – Zusammenstoß einer Lok mit einem BauzugAm 10. Oktober 1960 ereignete sich auf der Rudolfsbahn um 11:25 Uhr ein tödlicher Zusammenstoß. Einer aus Unzmarkt kommenden Lok, welcher sich auf einer Probefahrt befand, wurde am Bahnhof Judenburg freie Fahrt signalisiert. Die Lok war dabei mit einer Geschwindigkeit von 75 km/h unterwegs. Etwa 300 Meter außerhalb des Bahnhofs kam es in einer Kurve zu einem Zusammenstoß mit einem dort befindlichen Bauzug. Die Lok des Bauzugs und drei Wagen stürzten eine 30 Meter hohe Böschung hinab. Drei Menschen starben, fünf wurden schwer und zehn leicht verletzt. Zum Zeitpunkt der Berichterstattung (15. Oktober 1960) schwebten zwei der schwer verletzten Opfer in Lebensgefahr.
Egg, Vorarlberg – Entgleisung durch FelssturzAm 11. Jänner 1965 um 19.02 Uhr prallte der Abendzug (Zugnummer 7311, 18.15 Uhr ab Bezau) der schmalspurigen Bregenzerwaldbahn zwischen Egg und Lingenau/Hittisau, kurz nach Egg, vor der Tuppenbrücke (Straßenbrücke) gegen die Trümmer eines Felssturzes. Die Diesellokomotive 2095.05 stürzte 30 Meter tief ab und kam im Flussbett der wenig Wasser führenden Bregenzer Ach aufrecht zu stehen. Der Lokomotivführer wurde schwer verletzt. Der der abstürzenden Lokomotive nachfolgende Postwagen, in welchem ein Beamter arbeitete, wurde von dieser zunächst mitgerissen, jedoch brach dann die Kupplung hinter dem Triebfahrzeug. Der Wagen wurde daraufhin durch die drei dahinter angehängten Personenwagen gehalten und blieb auf der Stützmauer über dem Abgrund hängen. Diese drei Wagen verblieben entgleist, aber kaum beschädigt auf den Gleisen. Die Lok wurde repariert und war zumindest bis Oktober 1980 wieder auf der Strecke im Einsatz.
Marchtrenk, Oberösterreich – Entgleisung des „Wiener Walzers“Am 7. März 1968 um 6.29 Uhr entgleiste in Marchtrenk an der Westbahn der Expresszug Ex 20 „Wiener Walzer“ von Basel nach Wien bei einer Geschwindigkeit von 120 km/h. Der Zug bestand aus Vorspannlok 1010.20 + 1018.05 + 11 Wagen. Bei dem im Zugverband eingereihten CIWLT-Schlafwagen vom Typ MU, WL 4780 löste sich die Lichtmaschine vom vorderen Drehgestell und brachte so den Wagen und die folgenden zwei zur Entgleisung. Der Unfall forderte vier Tote, zwei Schwer- und neun Leichtverletzte. Der schwer beschädigte, erst wenige Jahre alte WL 4780 musste verschrottet werden.

## 1970–1979
Wien, Wien – Entgleisung im WestbahnhofAm 15. April 1970 entgleiste in Wien Westbahnhof der Expresszug Wien–Basel-SBB. Ein Fahrgast und ein ÖBB-Bediensteter wurden getötet und drei Personen verletzt.
Hintergasse, Vorarlberg – Entgleisung eines SpirituszugesAm 21. Februar 1971 entgleiste ein mit Ethanol beladener Güterzug auf der Arlbergbahn kurz nach dem Bahnhof Hintergasse aufgrund eines Bremsdefektes und dadurch verursachter, überhöhter Geschwindigkeit. Die PKP-Kesselwagen kippten im Bogen westlich der Schanatobelbrücke um und trennten sich von der Lok ab, sieben von ihnen stürzten rund 100 Meter in die Tiefe. Ihre Ladung entzündete sich am Talboden. Die ÖBB 1020.42 entgleiste nicht, obwohl sie mit bis zu 110 km/h bergab raste, und konnte erst rund 15 Kilometer entfernt im Bahnhof Ludesch zum Stillstand gebracht werden. Die Zugbesatzung war bereits im Bahnhof Dalaas abgesprungen, weshalb niemand verletzt wurde.
Fürnitz, Kärnten – Auffahrunfall wegen falsch gestellter WeicheAm 1. Mai 1971 stieß Ex 508, « Italien-Österreich-Express » mit 1042.574 in Fürnitz an der Rudolfsbahn wegen einer falsch gestellten Weiche frontal mit G 1961 (1141.03 + 1110.26) zusammen. Der Unfall kostete acht Menschen das Leben, 27 Personen wurden verletzt. Die 1141.03 wurde schwer beschädigt und 1973 mit dem Kasten der kassierten Zweisystem-Versuchslok 1050.01 wieder aufgebaut. Die ebenfalls schwer beschädigte 1042.574, die zum Unfallzeitpunkt erst wenige Tage alt war, wurde unter Verwendung noch brauchbarer Teile der elektrischen Ausrüstung von SGP ein zweites Mal aufgebaut und im November 1971 als Zweitbesetzung an die ÖBB ausgeliefert.
Bleiburg, Kärnten – Verschublok fährt in GüterzugAm 29. Oktober 1972 prallte in Bleiburg an der Jauntalbahn eine Verschublokomotive gegen einen Güterzug. Zwei Eisenbahner starben.
Baden bei Wien, Niederösterreich – Schnellzug entgleist
Am 24. Juli 1974 um 11.39 Uhr entgleiste in Baden bei Wien auf der Südbahn der Schnellzug D 252 aus Athen infolge einer Gleiskörpersenkung. Grund war eine Baustelle der NIOGAS. Sechs Waggons entgleisten und stürzten teilweise den Bahndamm hinunter. Es gab 27 Verletzte.
Göllersdorf, Niederösterreich – Zug erfasst SchulbusAm 22. Oktober 1975 kamen auf der Nordwestbahn zwischen Göllersdorf und Sierndorf bei einem Zusammenstoß eines Zuges mit einem Schulbus sieben Menschen ums Leben, weitere 37 wurden verletzt.
Wien, Wien – Güterzug verursacht GroßbrandAm 19. Juni 1977 löste ein in Brand geratener Kesselwagen eines aus Ungarn kommenden Güterzugs im südlichen Stadtgebiet Wiens einen Großbrand aus. Der Bahnkörper stand auf einer Länge von 10 Kilometern in Flammen. Das ausgelaufene Benzol brannte in den Abwasserkanälen und erzeugte explosive Gase. Rund 250 Feuerwehrmänner waren neun Stunden im Einsatz.
Rodaun, Wien – Bremsversagen eines GüterzugsAm 19. Oktober 1979 um 12.10 Uhr verunfallte wegen eines Bremsversagens auf der Kaltenleutgebener Bahn in Rodaun der mit der 2067.89 bespannte und aus 11 Wagen gebildete Verschubgüterzug 72030. Der von Waldmühle nach Liesing fahrende Zug erreichte bei der Einfahrt in den Bahnhof Rodaun eine Geschwindigkeit von 60 km/h anstelle der zulässigen 25 km/h, wodurch die letzten vier Wagen entgleisten und teilweise umstürzten. Drei ÖBB-Bedienstete überlebten das Unglück nicht, weitere vier Personen wurden schwer verletzt. Das Bahnhofsgebäude von Rodaun wurde bei dem Unfall so schwer beschädigt, dass es in der Folge abgebrochen werden musste.

## 1980–1989

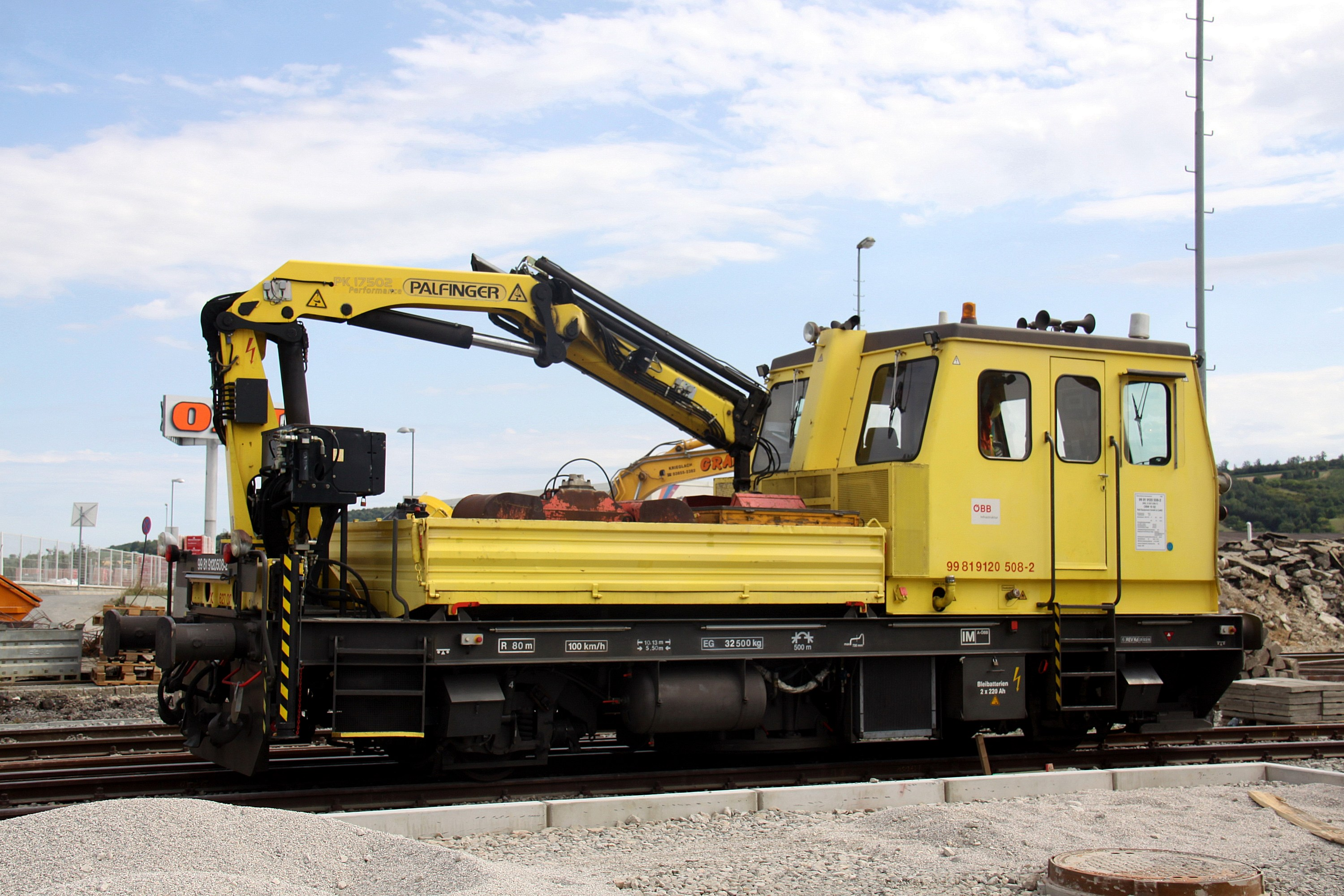
Type OBW 10 der ÖBB

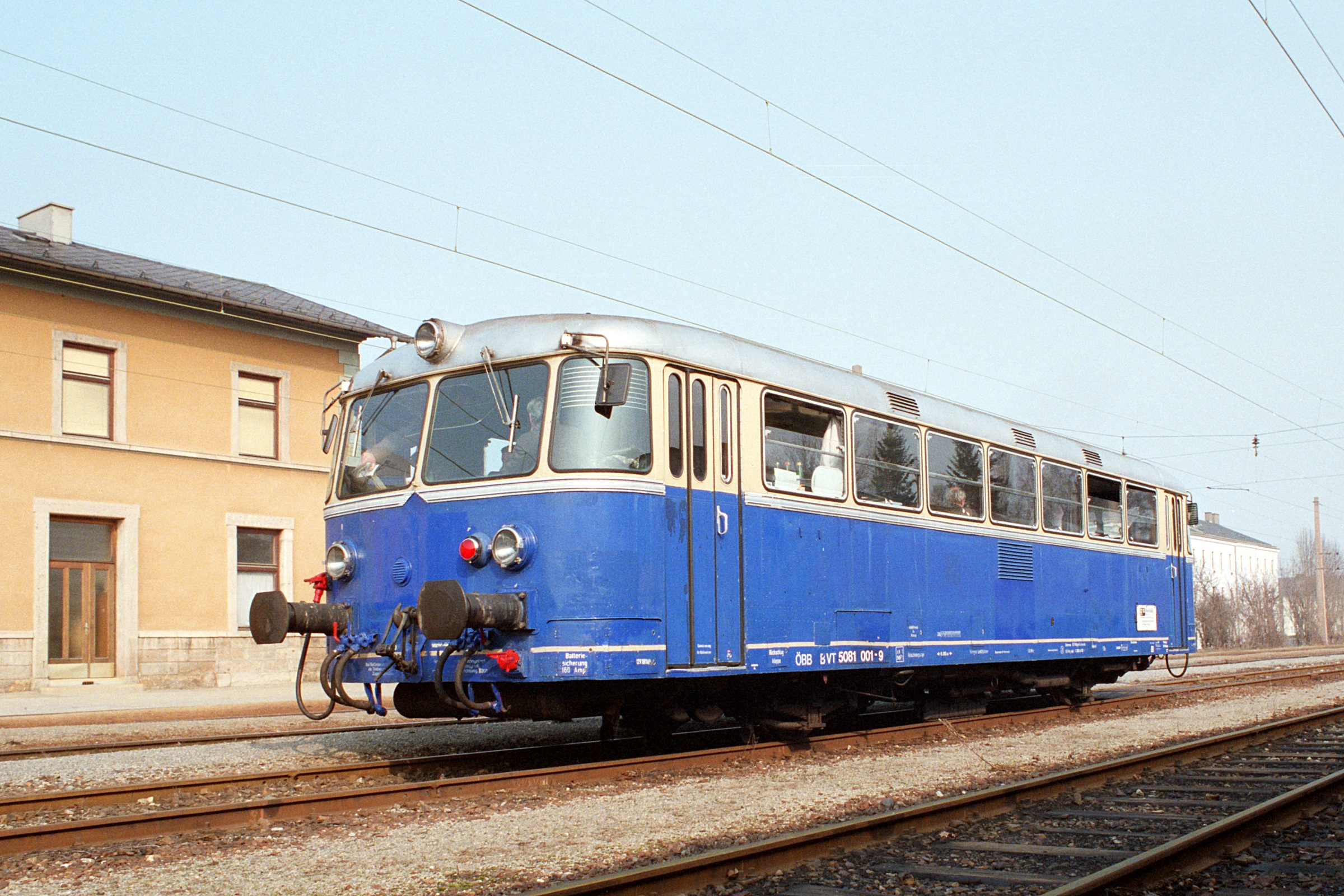
Schienenbus 5081 der ÖBB. 1989 stieß bei Neunkirchen ein Schienenbus mit einem Zug zusammen.

Puchenstuben, Niederösterreich – EntgleisungAm 11. Februar 1981 fuhr auf der Mariazellerbahn der Zug R 6802 wegen einer Unpässlichkeit des Triebfahrzeugführers mit stark überhöhter Geschwindigkeit talwärts. Die vom Lokomotivführer eingeleitete Schnellbremsung kam zu spät. Die Lokomotive 1099.15 und der erste Wagen entgleisten bei Puchenstuben am Buchberggraben-Viadukt unweit der ehemaligen Betriebsausweiche Ober Buchberg und stürzten in die Tiefe. Der Lokomotivführer starb. Die Lokomotive wurde später an der Unfallstelle zerlegt.
Wien, Wien – Personenzug überfährt PrellbockAm 17. August 1981 um 6.34 Uhr fuhr der mit der 1042.707 bespannte Pendlerzug 2602 von Nickelsdorf im Wiener Südbahnhof (Ostseite) wegen menschlichen Versagens mit 30 km/h gegen den Prellbock von Gleis 7. Von den 410 Fahrgästen im Zug starben drei, über 150 wurden verletzt.
Wels, Oberösterreich – Frontalzusammenstoß mit vielen VerletztenAm 27. August 1981 wurde beim Frontalzusammenstoß des mit der DB 111.109 bespannten Schnellzuges D 220 „Donau-Kurier“ und dem von der 1042.560 gezogenen Güterzug Dg 44030 in Wels ein Fahrgast getötet, 165 erlitten Verletzungen.
Leobersdorf, Niederösterreich – Eilzug fährt auf Expresszug aufAm 6. Juni 1982 fuhr auf der Südbahn bei Leobersdorf der mit der 1042.507 bespannte Eilzug E 650 von Graz nach Wien gegen den Schlusswagen des „Romulus“-Express. Die Kollision war auf einen Irrtum zweier Streckenposten zurückzuführen. Der Unfall forderte vier Tote und 45 Verletzte. Die 1042 erlitt Totalschaden.
Rottenmann, Steiermark – D-Zug stößt mit verlorenen Güterwagen zusammenAm 14. Dezember 1982 um 21.47 kam es auf der Rudolfsbahn zwischen dem Bahnhof Rottenmann und der Haltestelle Bärndorf-Büschendorf im km 148,88 zum Zusammenstoß des D 511 (München – Salzburg – Graz) mit zwei vom Güterschnellzug 50090 „Hochkönig“ (Graz – Bischofshofen) unbemerkt verlorenen Güterwagen. Dabei wurde der Lokführer auf der 1042.514, die den D 511 bespannte, getötet, zwölf Fahrgäste im Zug erlitten durchwegs leichte Verletzungen.
Amstetten, Niederösterreich – Zug kollidiert mit BahndienstfahrzeugAm 19. Mai 1987 um 7.02 Uhr fuhr auf der Rudolfsbahn im km 10,030 zwischen Ulmerfeld-Hausmening und Hilm-Kematen im Bezirk Amstetten der Personenzug R 3523 mit hoher Geschwindigkeit auf einen OBW (Oberbau-Universal-Motorbahnwagen) auf. Dabei kamen drei Menschen ums Leben, zehn wurden verletzt. Am Unfall beteiligte Fahrzeuge waren ein vierteiliger Triebwagenzug mit 4030.231+6030.231 und der OBW 10 mit der Nr. X 627.021.
Neukirchen bei Lambach, Oberösterreich – Kollision zwischen Schnell- und EilzugAm 18. September 1987 um 8.39 Uhr kollidierte in Neukirchen bei Lambach an der Westbahn in km 229,2 der Schnellzug Ex 169 „Tirolerland“ mit dem Eilzug E 740. Vier Personen wurden getötet, 77 verletzt. Die beiden Loks, 1044.092 und 1042.652, sind verschrottet worden. Die ÖBB 1044 wurde jedoch mit einem Neukasten unter Verwendung der elektrischen Ausrüstung wieder aufgebaut.
Wolfurt, Vorarlberg – Kollision zwischen Schnell- und EilzugAm 29. August 1988 um 12.37 Uhr stieß auf der Bahnstrecke Lindau–Bludenz in Wolfurt der Expresszug Ex 160 „Pfänder“ mit dem Eilzug E 641 zusammen. Vier Reisende und der Zugführer des Ex 160 kamen ums Leben, 46 Personen wurden zum Teil schwer verletzt. Die beiden Loks ÖBB 1044 051 und 096 wurden schwer beschädigt, konnten aber mit Tauschkästen wieder aufgebaut und 1991 in Dienst gestellt werden. 1044 051 wurde dabei der gerade in Ablieferung befindlichen Serie 1044.2 angeglichen und erhielt deshalb vorerst die Nummer 1044 256, ehe sie in 1044 200 umgezeichnet wurde. Unfallursache war menschliches Versagen des Triebfahrzeugführers des E 641.
Bregenz, Vorarlberg – Kollision zweier ExpresszügeAm 30. August 1989 um 8.47 Uhr prallten auf der Bahnstrecke Lindau–Bludenz der Expresszug „Montfort“ mit ÖBB 1044 023 und der Eurocity Bavaria mit SBB Re4/4II 11197 südlich von Bregenz zusammen. Ein Fahrgast wurde getötet, 16 Personen teilweise schwer, mehrere weitere leicht verletzt. Die 1044 023 wurde erst 1991 mit einem Neukasten wieder in Betrieb genommen.
Neunkirchen, Niederösterreich – Zusammenstoß mit SchienenbusAm 11. September 1989 kam es auf der eingleisigen Schneebergbahn zwischen Willendorf und Unterhöflein im Bezirk Neunkirchen zu einer Kollision zwischen dem Schienenbus 6581 019 + 5081 560 des Regionalzuges 6404 und dem mit der 2143 007 bespannten Regionalzug 6401. Zwei Tote und 13 zum Teil Schwerverletzte waren die Folge.

## 1990–1999

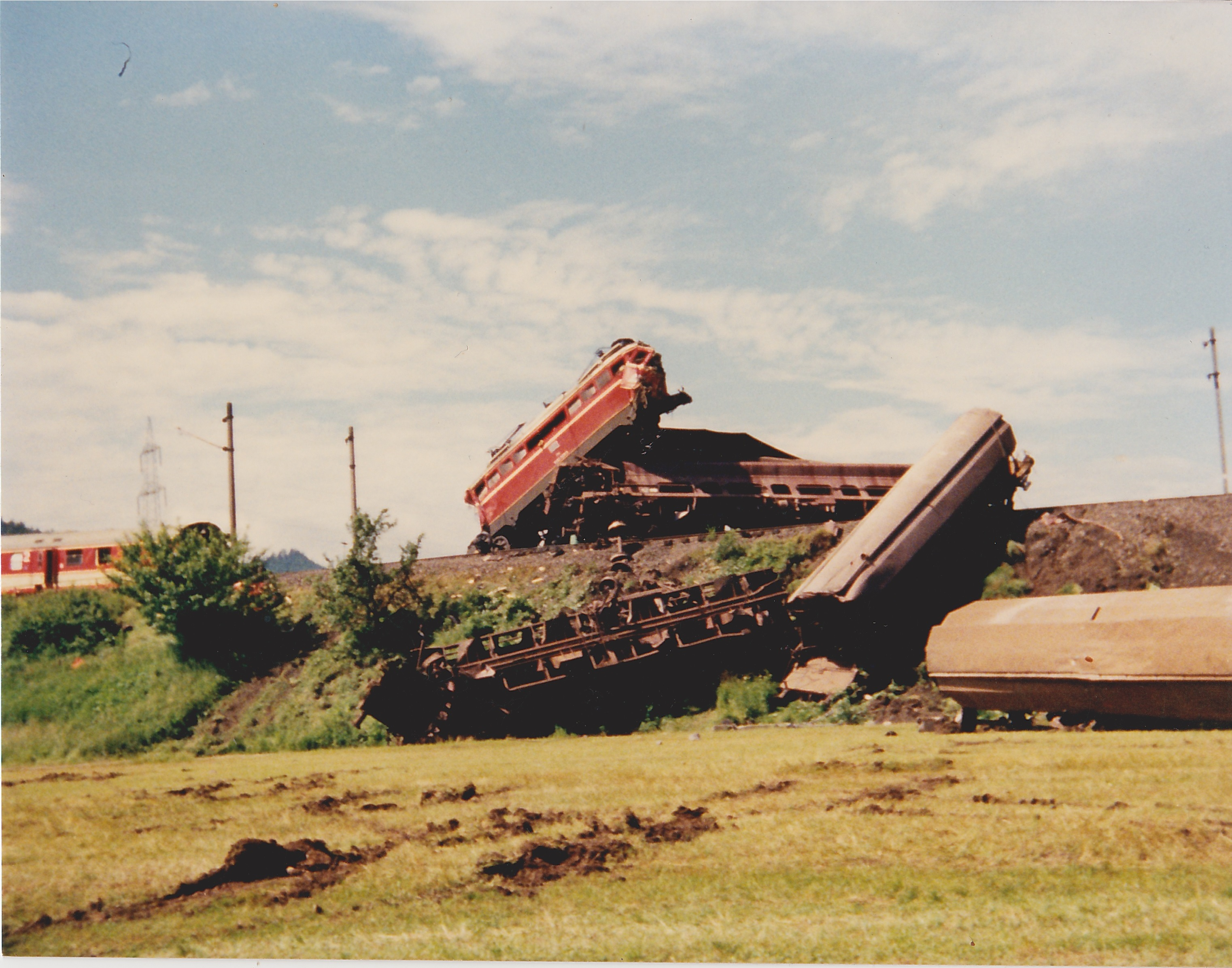
Ein aus Richtung Wartberg kommender Güterzug stieß am 23. Juni 1990 mit einem aus Richtung Kindberg kommenden Personenzug auf Höhe des zur Katastralgemeinde Kindtal gehörenden Ortsteils Grund zusammen.

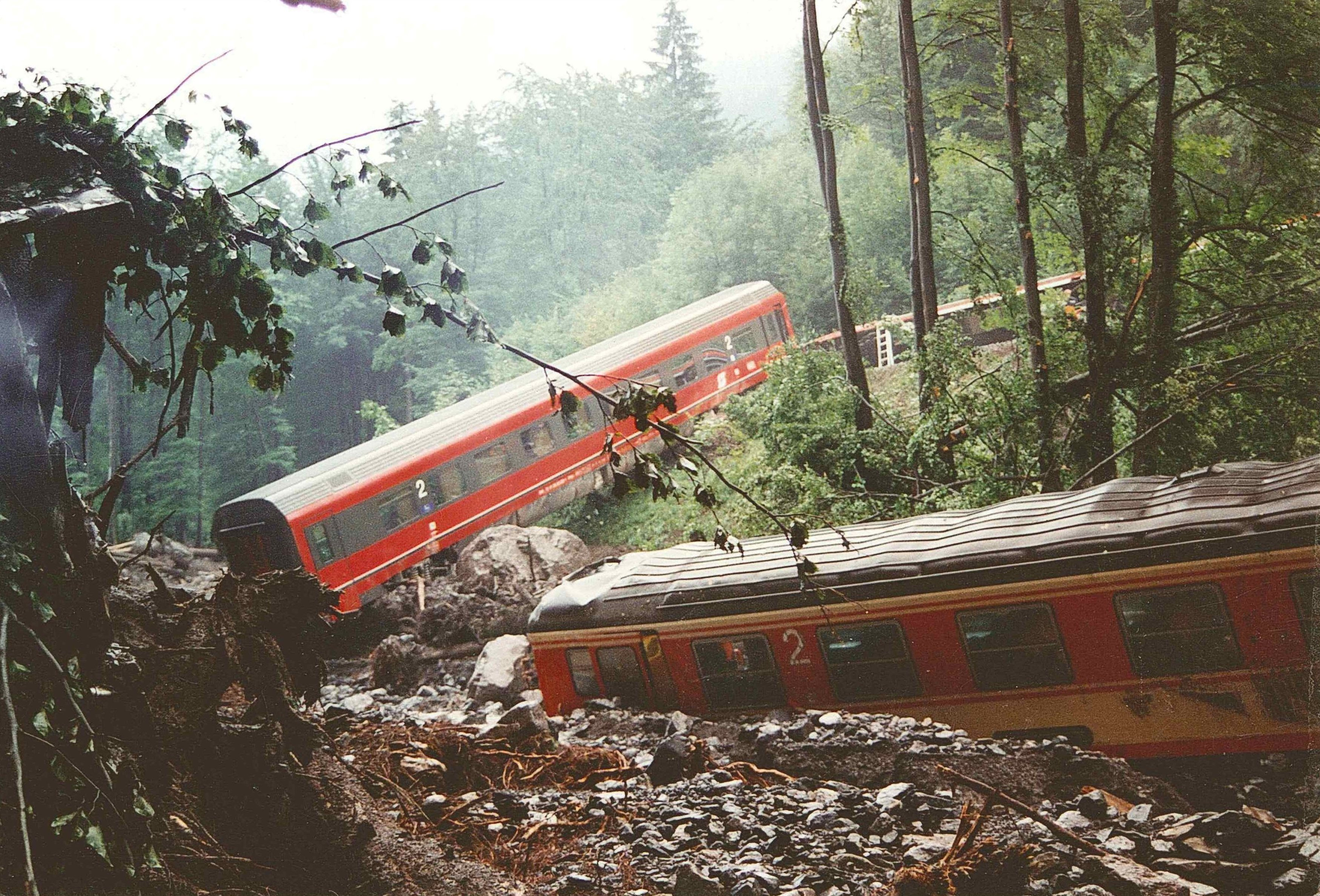
Abgestürzter Intercity-Zug bei Braz im Jahr 1995.

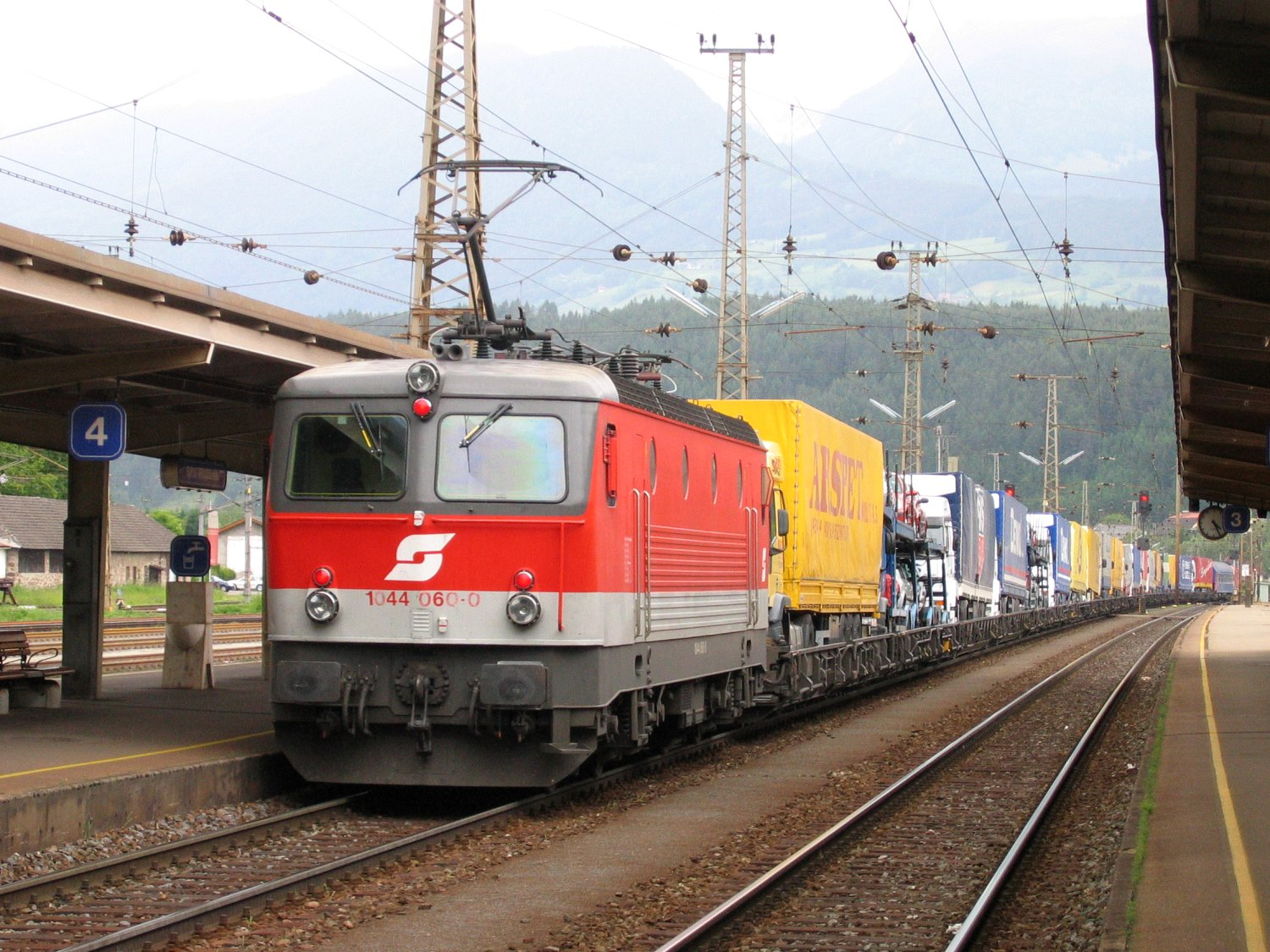
Zug der Rollenden Landstraße mit Schiebelok ÖBB 1044.

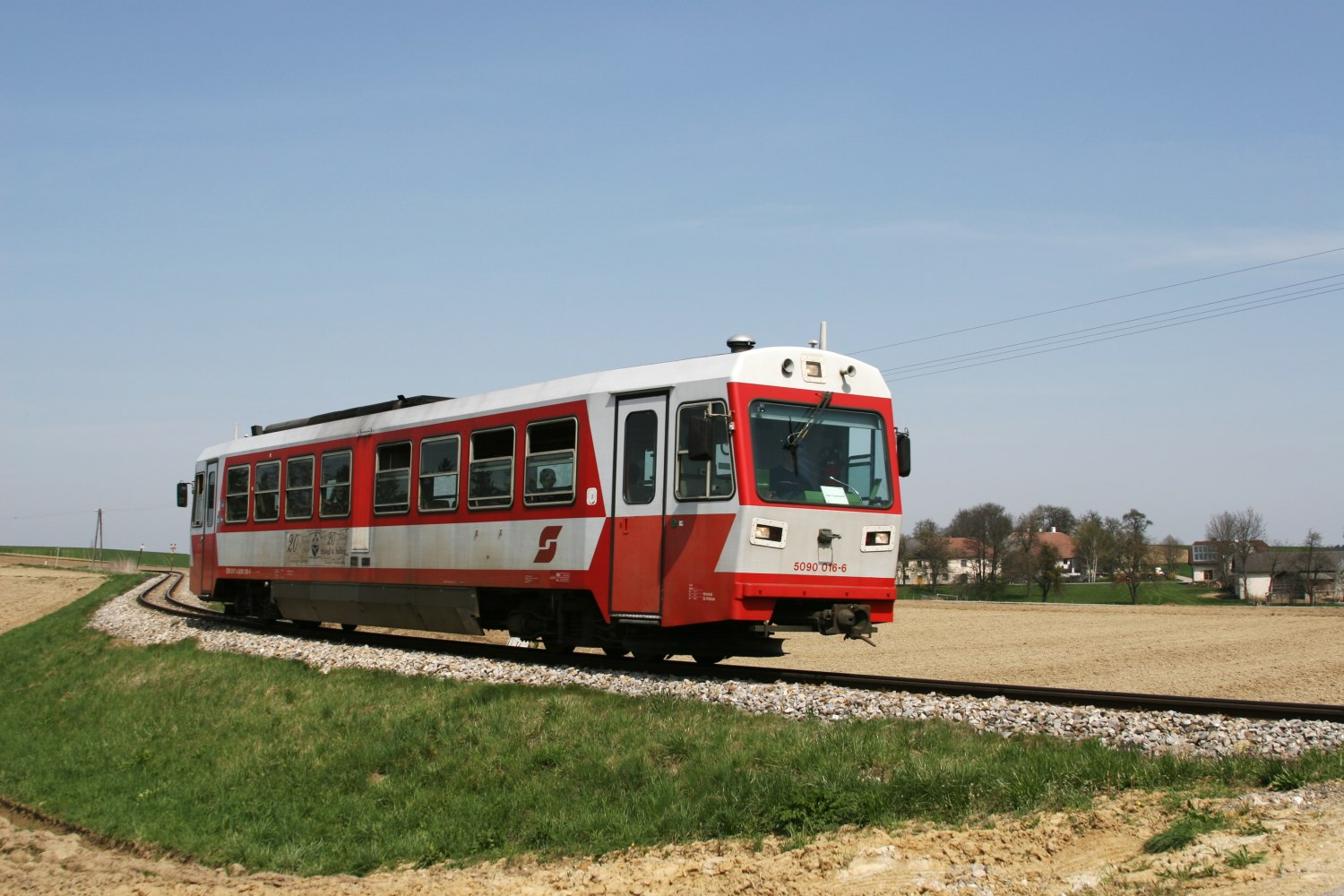
Ein Triebwagen der Reihe 5090 verunfallte 1999 auf der Manker Bahn.

Kindberg, Steiermark – Güterzug mit Regionalzug zusammengestoßenAm 23. Juni 1990 prallten auf der Südbahn bei Kindberg der Regionalzug 4020 und ein Güterzug frontal zusammen. Unfallursache war eine falsch gestellte Weiche nach Ausfall der Sicherungsanlage im Bf. Wartberg. Der Lokführer des Güterzuges kam beim Unfall ums Leben, weitere 10 Personen wurden zum Teil schwer verletzt. Beide Triebfahrzeuge, 1042 532 und 1042 599, wurden so schwer beschädigt, dass sie ausgeschieden werden mussten. Für die Aufräumarbeiten wurden Bergepanzer des Österreichischen Bundesheeres angefordert.
Süßenbrunn, Wien – Unfall bei der S-BahnAm 9. November 1991 um 17.19 Uhr überfuhr in der Nähe der Haltestelle Süßenbrunn der von Wolkersdorf nach Liesing fahrende Schnellbahnzug Z 24607 mit 4020 056 ein Ausfahrsignal. Bei der Abzweigung Süßenbrunn West kam es daraufhin zur Flankenfahrt mit dem von Bernhardsthal nach Wien Nord fahrenden Regionalzug R 2321 mit 4020 006, dessen Zwischenwagen entgleiste und ins Lichtraumprofil des Gegengleises ragte. Der entgegenkommende Schnellbahnzug Z 23636 von Wiener Neustadt nach Gänserndorf mit 4020 027 konnte nicht mehr angehalten werden und wurde auf der Seite aufgeschlitzt. Vier Menschen starben, 40 erlitten teilweise schwere Verletzungen.
St. Johann in Tirol – durchgegangener Bauzug fordert zwei MenschenlebenAm 8. Mai 1992 gegen 8 Uhr morgens setzte sich ein von der 2043 007 gezogener, mit Betonschwellen beladener Bauzug Richtung Fieberbrunn in Bewegung. Wegen zu geringer Traktionsleistung blieb der Zug in der starken Steigung liegen und kam unmittelbar darauf mangels Bremswirkung in entgegengesetzter Richtung ins Rollen - der Absperrhahn der Hauptluftleitung am Triebfahrzeug war geschlossen. Der in St. Johann arbeitende Bautrupp konnte von der Lokmannschaft zwar noch über Funk gewarnt werden, verkannte aber die Gefährlichkeit der Situation. Ein Arbeiter wurde daraufhin vom Bauzug überrollt und getötet, ein Maschinist auf einer durch die Wucht des Anpralls zerstörten Gleisbaumaschine starb kurz nach seiner Einlieferung ins Spital ebenfalls.
Schneebergbahn, Niederösterreich – Zusammenstoß von Personen- und GüterzugAm 3. Juni 1992 stießen auf der Schneebergbahn bei km 20,77 der von 5047 004 geführte Regionalzug R 6411 und der mit 2143 031 bespannte Güterzug G 71154 zusammen. Die nach 1989 zweite Kollision auf dieser Strecke forderte zwei Tote und 28 Verletzte.
Grünbach, Niederösterreich – Erneute Kollision bei der SchneebergbahnAm 18. August 1992 kam es auf der Schneebergbahn bei Grünbach am Schneeberg schon wieder zu einer Kollision: Bei km 22,26 stießen abermals der Regionalzug R 6411 (5047 060) und der Güterzug G 71154 (2143 001) frontal zusammen. Fünf Todesopfer und zahlreiche Schwerverletzte waren die Folge dieser nach September 1989 und Juni 1992 dritten Frontalkollision auf dieser Strecke.
Melk, Niederösterreich – Frontalkollision im Bahnhof MelkAm 13. Februar 1993 passierte ein Güterzug bei der Einfahrt in den Bahnhof Melk ein Vorsicht zeigendes Vorsignal, der Triebfahrzeugführer nahm dieses wahr und betätigte die Wachsamkeitstaste der Indusi. Trotzdem reduzierte er die Geschwindigkeit seines Zuges nicht. Da der Zug planmäßig mit 90 km/h fuhr und die Überwachungsgeschwindigkeit der damaligen Indusi-Version ebenfalls nur 90 km/h betrug, erfolgte keine Zwangsbremsung. Erst kurz vor dem Halt zeigenden Ausfahrsignal bemerkte der Triebfahrzeugführer seinen Fehler und leitete eine Schnellbremsung ein. Trotzdem kollidierte der Güterzug mit einem kreuzenden Eilzug. Bei der Frontalkollision wurden drei Personen getötet und rund 20 weitere Personen verletzt. Die 1010 008 des Güterzuges sowie die erst wenige Monate alte 1044 241 des Eilzuges wurden verschrottet. Für die 1044 wurde 1999 von ÖBB TS Linz eine Zweitbesetzung mit selber Nummer auf dem Rahmen der im August 1991 in Scheifling verunfallten 1044 043 gebaut.
Penzing, Wien – Zusammenstoß von S-Bahn und RegionalzugAm 18. Februar 1993 um 7.25 Uhr überfuhr im Bahnhof Hütteldorf der mit der 1044 223 bespannte Regionalzug R 2059 von Neulengbach nach Wien Westbf. ein Ausfahrsignal. Trotz Schnellbremsung auf rund 30 km/h kollidierte der Zug mit dem mit 60 km/h entgegenkommenden, mit 4030 208 geführten Zug R 20228. Der Triebfahrzeugführer dieses Zuges und zwei Reisende wurden getötet, 25 weitere zum Teil schwer verletzt.
Braz, Vorarlberg – Schnellzug fährt in Mure und stürzt in SchluchtAm 11. August 1995 entgleiste auf der Arlbergbahn bei Innerbraz der Intercity „Niederösterreichische Tonkünstler“ Wien–Lindau. Im aus der führenden Lokomotive 1044 047, zwölf Wagen und einer Schiebelokomotive der Reihe1042 bestehenden Zug befanden sich etwa 250 Passagiere. Unmittelbar vor der Durchfahrt des Zuges löste ein starkes Unwetter eine Mure aus, die die Masonbrücke wegriss. Die vordere Lok und die beiden ersten Personenwagen stürzten ins Bachbett und wurden von den mit Geröll und Baumstämmen durchsetzten Wassermassen rund 100 Meter talwärts geschwemmt. Der dritte Wagen blieb quer zum Gleis in Schräglage am Bahndamm stehen. Der vierte Wagen stürzte um und blieb auf der Bahntrasse liegen. Zwei Fahrgäste und der Lokomotivführer kamen beim Unfall ums Leben, fast 100 Reisende wurden verletzt, 17 davon schwer. Die Rettungsarbeiten wurden durch das Unwetter stark behindert.
Neufeld an der Leitha, Burgenland – Unfall bei der RaaberbahnAm 15. September 1995 um 9.18 Uhr forderte ein Zusammenstoß zwischen einem Regionalzug mit 5047 047 und einem von der V43.330 gezogenen Güterzug auf der Raab-Oedenburg-Ebenfurter Eisenbahn (ROeEE) in km 111,13 zwischen den Bahnhöfen Müllendorf und Neufeld an der Leitha drei Menschenleben und 20 Verletzte.
Salzburg, Salzburg – Gleisbauarbeiter von Zug überfahrenAm 13. Juni 1996 wurden bei Gleisarbeiten in der Stadt Salzburg zwei ÖBB-Bedienstete von einem Regionalzug erfasst und getötet.
Linz, Oberösterreich – Unfall mit rangierendem ZugAm 28. August 1996 wurden bei einem Zusammenstoß eines Eilzuges mit einer Verschubgarnitur im Bereich des Hauptbahnhofs Linz 50 Personen verletzt. Die beteiligten Triebfahrzeuge 1141 030 und 1142 548 mussten verschrottet werden.
Arbing, Oberösterreich – Frontalkollision zweier RegionalzügeAm 24. Juni 1997 forderte eine Frontalkollision zweier Regionalzüge, geführt mit 5047.001 und 021 auf der Donauuferbahn kurz vor dem Bahnhof Arbing 94 Verletzte.
Mattersburger Bahn, Burgenland – Zusammenstoß zweier RegionalzügeAm 29. August 1997 stießen zwischen Loipersbach im Burgenland und Rohrbach bei Mattersburg die Regionalzüge R 7705 von Wiener Neustadt nach Lackenbach, bespannt mit 2143 040 und der mit 5047 094 geführte R 7710 von Deutschkreutz nach Wiener Neustadt frontal zusammen. Das Zugunglück forderte ein Todesopfer und 43 zum Teil schwer verletzte Personen.
Neuhofen an der Krems, Oberösterreich – Zusammenstoß Rollende Landstraße-PersonenzugAm 31. Juli 1998 prallten auf der Pyhrnbahn im Bahnhof Neuhofen an der Krems ein leerer Personenzug mit dem führenden Steuerwagen 80-73 013 und ein mit der 1110 018 bespannter Huckepackzug aufeinander. Ein ÖBB-Zugbegleiter wurde getötet.
St. Pölten, Niederösterreich – Güterzug fährt in PostzugAm 3. Dezember 1998 rammte ein mit der 1042 011 bespannter Güterzug auf der Fahrt von Kledering nach Salzburg in den frühen Morgenstunden im Bahnhof St. Pölten einen zur Beladung abgestellten, mit 1044 011 bespannten Postzug. Der Triebfahrzeugführer war bei der Fahrt eingeschlafen und überfuhr mehrere Halt zeigende Signale. Die Indusi-Einrichtung des Güterzuges war vor der Abfahrt abgeschaltet und nicht wieder eingeschaltet worden, wodurch keine Zwangsbremsung ausgelöst wurde. Acht Personen wurden leicht verletzt.
Patsch, Tirol – Brand eines Huckepackzugs im TunnelAm 8. Juni 1999 geriet im 89 Meter langen Schönbergtunnel der Brennerbahn ein Zug der Rollenden Landstraße in Brand. Beim Zwischenfall mit einem schwierigen Löscheinsatz wurde niemand verletzt.
Ober-Grafendorf, Niederösterreich – Entgleisung bei SchmalspurbahnAm 3. September 1999 entgleiste auf der Manker Bahn bei Ober-Grafendorf der mit fünf Personen besetzte Triebwagen 5090 014 als Zug 6814 wegen überhöhter Geschwindigkeit. Der Unfall forderte zwei Schwer- und vier Leichtverletzte.
Mühldorf, Kärnten – Zusammenstoß zweier GüterzügeAm 7. September 1999 kollidierten auf der Tauernbahn im Bahnhof Mühldorf-Möllbrücke zwei Güterzüge. Ein Lokomotivführer starb, der zweite kam mit leichten Verletzungen davon. Beide Güterzüge waren mit Loks der Reihe 1044 bespannt. 1044 022 erlitt Totalschaden, 1044 072 konnte wieder instand gesetzt werden.
Bludenz, Vorarlberg – Giftalarm nach EntgleisungAm 27. November 1999 wurde nach der Entgleisung eines mit 28,5 Tonnen Trifluormethylanilin beladenen Kesselwaggons im Bahnhof Bludenz Giftalarm ausgelöst. Der Tank wurde nicht beschädigt, die hochgiftige Chemikalie wurde abgepumpt.

## 2000–2009

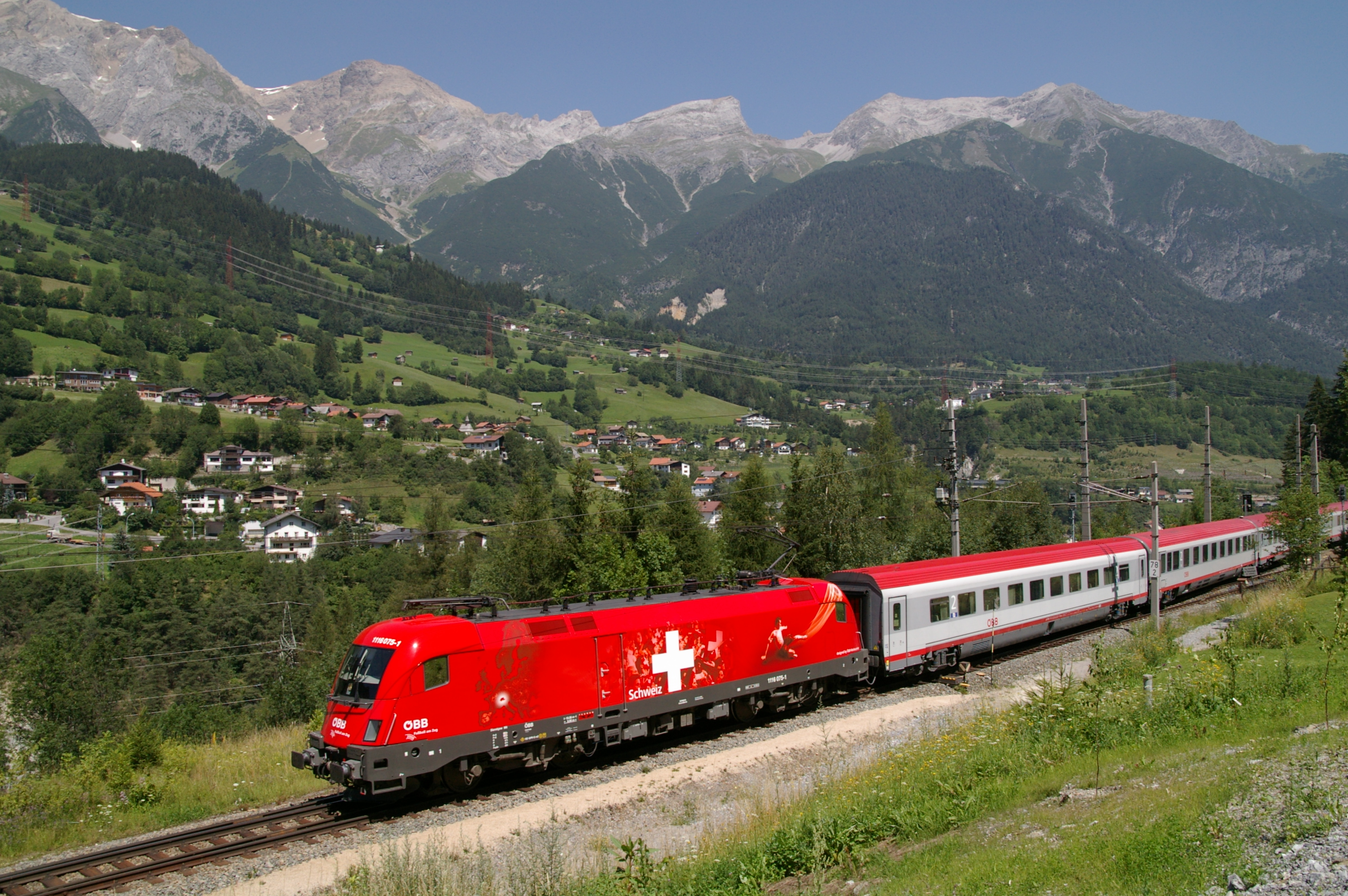
EuroCity 662 der ÖBB auf der Arlbergbahn.

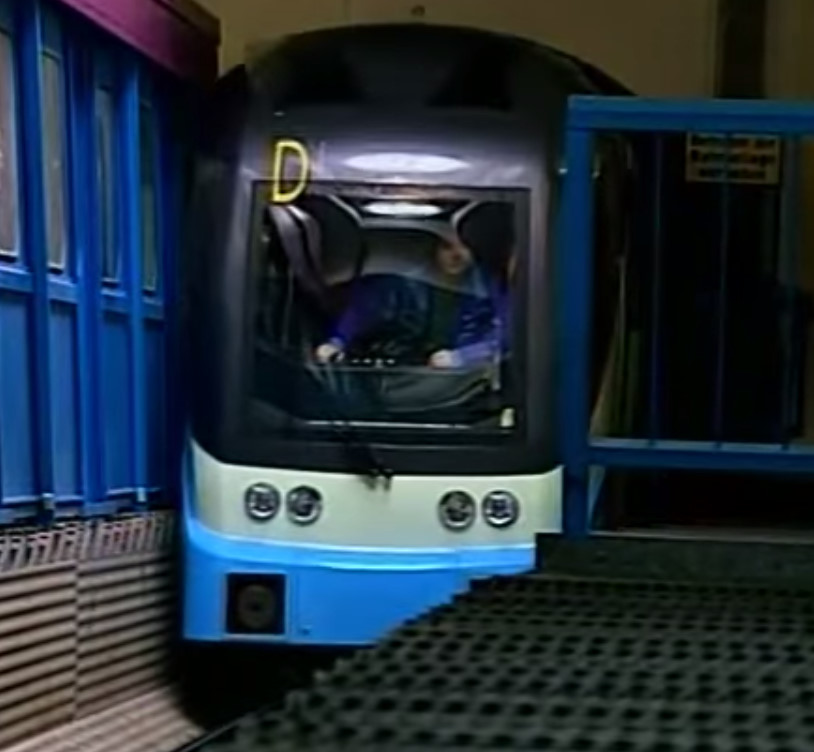
Gletscherbahn Kaprun 2 bei der Einfahrt in die Bergstation.

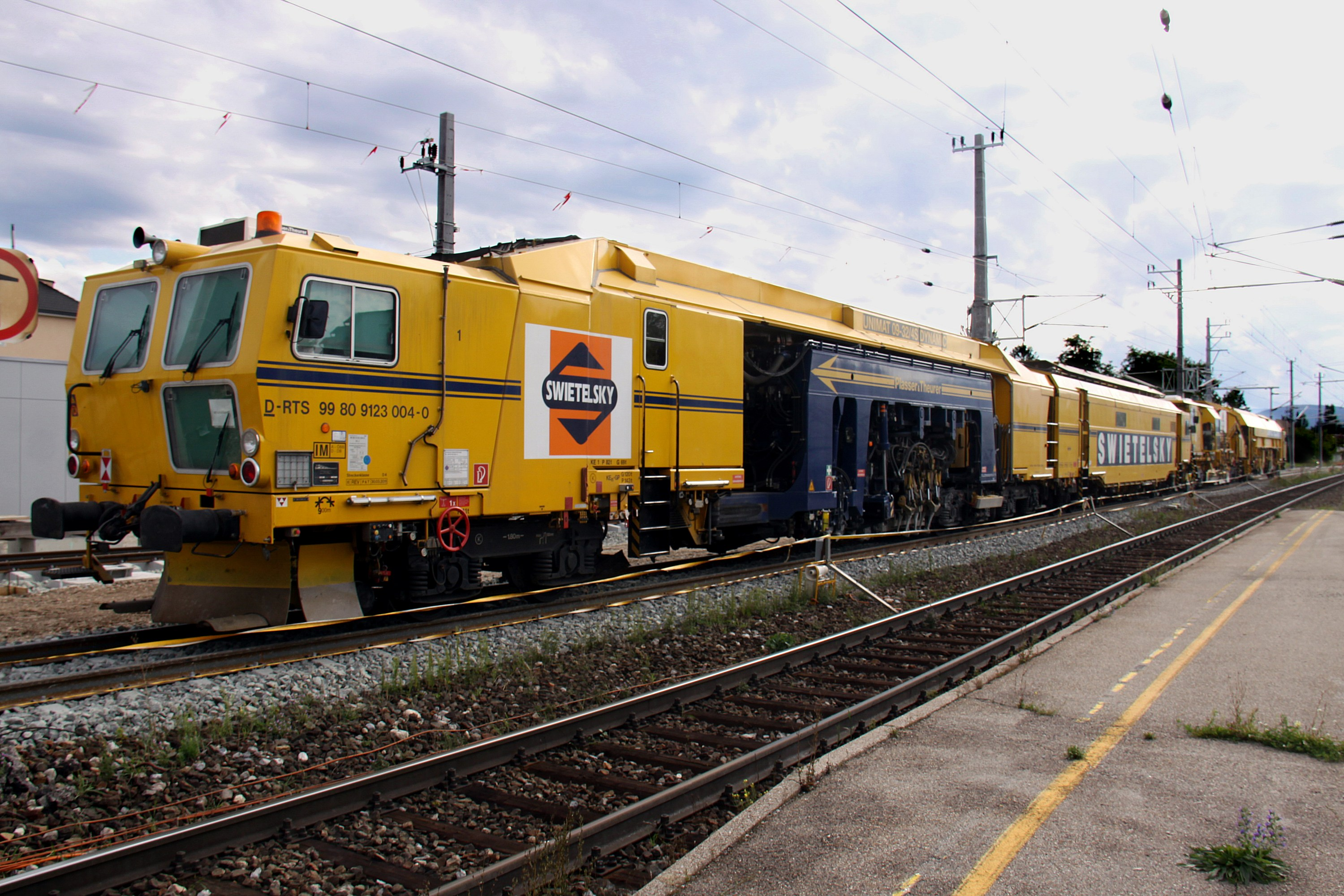
Gleisbaumaschinen einer privaten Gleisbaufirma.

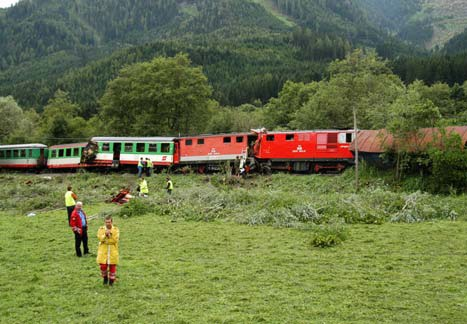
Beide in Bramberg verunfallten Züge waren mit einer Lok der Reihe 2095 bespannt.

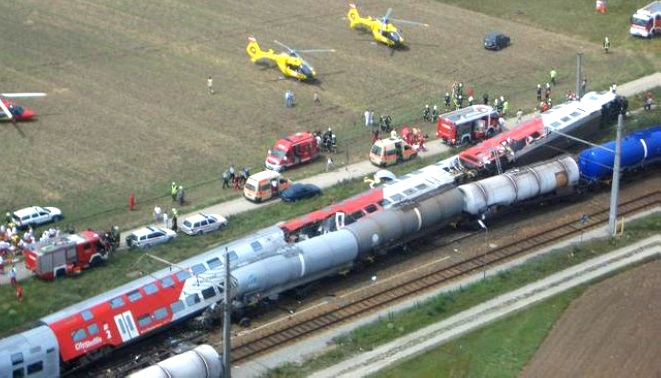
Der Steuerwagen und ein Doppelstockwagen stürzten beim Unfall in Gramatneusiedl um.

In Pöchlarn entgleiste Containertragwagen

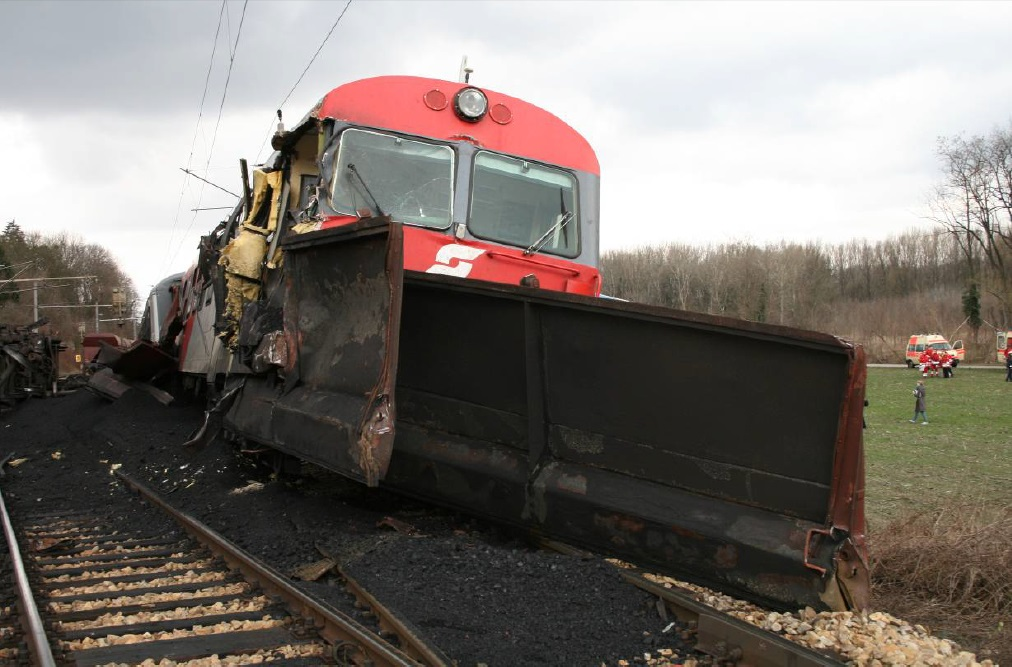
Beim Eisenbahnunfall in Kritzendorf entstand an den Gleisen, der Oberleitung und den Fahrzeugen großer Schaden.

Linz, Oberösterreich – EuroCity kollidiert mit HindernisAm 18. März 2000 entgingen die Passagiere des EuroCity 660 „Bregenzer Festspiele“ nur knapp einer Katastrophe: Im Linzer Verschiebebahnhof entgleiste ein mit Autos beladener Güterwagen und stürzte über die Böschung auf die Westbahnstrecke. Der Lokomotivführer des herannahenden EuroCitys leitete eine Schnellbremsung ein. Die Lokomotive 1044 126 schob ein auf den Schienen liegendes Auto und den Waggon zur Seite, verletzt wurde niemand.
Mallnitz, Kärnten – Autoverladezug kollidiert mit GüterzugAm 7. Juli 2000 stieß im Bahnhof Mallnitz auf der Tauernbahn in den Morgenstunden ein Autoverladezug der Tauernschleuse mit einem Güterzug zusammen. Der Lokomotivführer der Tauernschleuse und drei Lastwagenlenker wurden leicht verletzt.
Traun, Oberösterreich – Kollision zweier PersonenzügeAm 21. August 2000 wurden bei einem Zusammenstoß zweier Personenzüge mit den führenden Fahrzeugen 1142 613 und 80-73 015 auf der Pyhrnbahn in Traun 48 Menschen verletzt.
Kaprun, Salzburg – Brandkatastrophe im TunnelAm 11. November 2000 starben bei einem Brand im etwa 41 % steilen Tunnel der Gletscherbahn Kaprun 2 155 Menschen. Auslöser war ein Heizlüfter, der Hydrauliköl entzündete.
Purkersdorf, Niederösterreich – Kollision wegen überfahrenen SignalsWegen Bauarbeiten für den Lainzer Tunnel wurde im Bahnhof Unter Purkersdorf Gleis 1 gesperrt und der Verkehr über Gleis 2 geleitet. Obwohl am 14. Juli 2001 der Regionalzug R 2029 (Amstetten - Wien Westbf.) mit Steuerwagen 80-75 024 voraus vor dem Gleiswechsel anhalten und das Freiwerden des Gleises vor einem Halt zeigenden Signal abwarten sollte, fuhr er in das Gleis ein. Die Zugsicherung PZB löste eine Zwangsbremsung aus und verzögerte den Zug auf 46 km/h. Der Triebfahrzeugführer des entgegenkommenden Schnellbahnzuges 20148 (Wien Westbf. - Rekawinkel) der Linie S50 mit dem führenden 6030 226 konnte die Geschwindigkeit auf ca. 20 km/h reduzieren. Durch den Zusammenstoß wurden 21 Menschen verletzt, davon vier schwer. Die komplette Garnitur des 4030 226 wurde verschrottet.
Bichlbach, Tirol – DB Regio wartet Gegenzug nicht abAm 9. November 2001 forderte der Zusammenstoß eines Personenzugs von DB Regio und eines ÖBB-Güterzugs auf der Außerfernbahn insgesamt sechs zum Teil Schwerverletzte. Der Zug von DB Regio wartete im Bahnhof Bichlbach-Berwang den entgegenkommenden Güterzug nicht ab. Weil der österreichische Abschnitt der Außerfernbahn nicht mit der Punktförmigen Zugbeeinflussung (PZB) ausgestattet war, konnte die Kollision nicht verhindert werden. Der Fahrdienstleiter, der den Vorfall bemerkt hatte, konnte wegen fehlenden Zugfunks die Züge nicht anhalten.
Villach, Kärnten – Güterzug fährt in besetztes GleisAm 16. November 2001 kam es zu einem Zusammenstoß zweier Güterzüge im Villacher Westbahnhof: Dabei wurde ein Lokomotivführer schwer verletzt. Ursache des Unfalls war die Einfahrt eines Zuges in ein besetztes Gleis. Die 1142 695 wurde schwer beschädigt und musste kassiert werden.
Kledering, Wien – Lok fährt schräg in S-BahnAm 17. November 2001 hatte im Zentralverschiebebahnhof Wien-Kledering der Führer einer Lokomotive der Reihe 1044 ein Verschubverbotsignal überfahren. Die Maschine touchierte trotz Schnellbremsung die Spitze einer entgegenkommenden S-Bahn aus Wolfsthal, die durch den Verschiebebahnhof umgeleitet wurde. Der Unfall forderte sechs Verletzte. Der 4030 218 wurde daraufhin kassiert.
Wampersdorf, Niederösterreich – Bremsversagen eines GüterzugsAm 26. Februar 2002 prallte auf der Pottendorfer Linie in Wampersdorf ein aus 28 Wagen bestehender mit 1142 685 bespannter Güterzug Sopron–Ebenfurth–Wien Zvbf mit einer mit 21 Lastwagen beladenen Rollende Landstraße (RoLa, 1044 213) zusammen. Der Begleitliegewagen der RoLa wurde völlig zerstört. Von den 21 Lkw-Fahrern wurden 6 getötet und 15 teils schwer verletzt. Ursache des Unfalls war Bremsversagen. Bereits auf der Fahrt von Sopron nach Ebenfurth zeigte der Zug eine schlechte Bremswirkung, weil die letzten beiden Wagen nicht an der Druckluftbremse angeschlossen waren. Weil in Ebenfurth nach dem Richtungswechsel die Bremsprobe nicht korrekt durchgeführt wurde, bemerkte man den geschlossenen Bremshahn vom nun zweiten zum dritten Wagen nicht.
Ebersdorf, Niederösterreich – Zusammenstoß von Güterzug und DraisineAm 7. Oktober 2002 stießen in einem unübersichtlichen Bogen der Donauuferbahn bei Ebersdorf im Bezirk Melk ein von 2043 036 geführter Güterzug und ein entgegenkommender, mit sechs ÖBB-Bediensteten besetzter Motorbahnwagen BM 100 (Reihe X 626) zusammen. Von diesen starben 4 durch nach vorne rutschende geladene Bahnschwellen, 2 wurden schwer verletzt. Beide Züge wurden vom Fahrdienstleiter gleichzeitig auf die einspurige Strecke gelassen.
Kleinreifling, Oberösterreich – Zug fährt in Felssturz, Lok stürzt abAm 8. Oktober 2002 fuhr auf der Rudolfsbahn zwischen Kleinreifling und Schönau an der Enns der Güterzug 56266 in einen Felssturz. Die Lokomotive 1042 516 stürzte über eine 15 Meter hohe Mauer zur Enns ab. Der Triebfahrzeugführer kam beim Unfall ums Leben. Die Bergung der verunfallten Fahrzeuge gestaltete sich wegen der schlechten Zugänglichkeit der Unfallstelle schwierig. 
Sierndorf, Niederösterreich – Eilzug stieß auf GüterwagenAm 3. November 2002 kollidierte der Eilzug 2215 (ÖBB 4020 065), auf der Nordwestbahn in Richtung Wien fahrend, im Bahnhof Sierndorf mit 22 abgestellten Güterwagen. Bei dem Vorfall wurden 24, der rund 40 Fahrgäste, verletzt. Das Unglück passierte aufgrund einer falsch gestellten Weiche, nachdem zuvor die Güterwagen von einer Verschublok bereitgestellt worden waren.
Uttendorf, Salzburg – Entgleisung wegen FöhnsturmAm 16. November 2002 wurde der Triebwagen 5090 006 auf der Pinzgaubahn zwischen Uttendorf und Stuhlfelden durch Windböen umgeworfen. Der Unfall forderte eine Tote und mehrere Verletzte.
Zell am See, Salzburg – Zug fährt in GleisbaumaschineAm 23. Oktober 2003 um 19.18 Uhr wurden beim Zusammenstoß des Regionalzuges SPR 1515 (1044 057 + 5 Wagen) mit der Gleisstopfmaschine SKL X 962 044-4 der Fa. Bahnbau Wels bei der Einfahrt in den Bahnhof Zell am See 16 Menschen verletzt, drei davon schwer. Es entstand ein Sachschaden in der Höhe von vier Millionen Euro. Die Gleisstopfmaschine vom Typ UNIMAT 08-475 4S erlitt Totalschaden
Himberg, Niederösterreich – Explosionsgefahr nach EntgleisungAm 23. Dezember 2003 bestand nach einem Güterzugunfall in Himberg an der Ostbahn höchste Explosionsgefahr. Mehrere mit Methanol beladene Kesselwagen des mit 1042 055 bespannten Zuges 44318 stürzten um 1.56 Uhr um und gerieten in Brand. 200 Feuerwehrleute waren stundenlang im Einsatz. Zahlreiche Anrainer wurden vorsorglich evakuiert.
Purkersdorf, Niederösterreich – S-Bahn überfuhr HaltesignalAm 12. Mai 2004 wurde auf der Westbahn in Unter Purkersdorf die Schnellbahn-Garnitur 4030 235 von einem überholenden Güterzug mit der 1116 159 gerammt. Die S-Bahn kippte zur Seite, wobei elf Personen leicht verletzt wurden. Der Triebwagen wurde verschrottet.
Bramberg, Salzburg – Frontalkollision in BogenAm 2. Juli 2005 stießen zwei Garnituren der Pinzgaubahn bei Bramberg frontal zusammen. Die Unfallstelle lag unmittelbar nach einem Gleisbogen in einem Bereich mit begrenzten Sichtverhältnissen. Ein Triebfahrzeugführer und eine Reisende kamen ums Leben, 31 Menschen wurden zum Teil schwer verletzt. Die Triebfahrzeuge 2095 002 und 003 sowie einige der Waggons erlitten Totalschaden. Der von Krimml nach Zell am See fahrende Zug hatte die Kreuzung nicht abgewartet. Eine Zugbeeinflussung ist auf der Pinzgaubahn nicht vorhanden, es kommt der Zugleitbetrieb zum Einsatz.
Gramatneusiedl, Niederösterreich – Überfahren eines Ausfahrsignals in HaltstellungAm 26. Juli 2005 kam es im Bahnhof Gramatneusiedl zu einer Flankenfahrt zwischen einem Eilzug und einem Güterzug. Nach Beendigung des Fahrgastwechsels gab die Zugbegleiterin den Abfahrauftrag und der Triebfahrzeugführer im Steuerwagen 80-33 021 beschleunigte den Zug auf 107 km/h, obwohl das Ausfahrsignal Halt zeigte und somit keine Zustimmung zur Abfahrt vorlag. Kurz vor erreichen des Ausfahrsignals leitete der Triebfahrzeugführer eine Schnellbremsung ein, die jedoch den Zusammenstoß mit dem mit 1116 071 bespannten Güterzug nicht mehr verhindern konnte. 9 Reisende wurden schwer, 12 Personen leicht verletzt. Es entstand erheblicher Sachschaden. 
Ludesch, Vorarlberg – Entgleisung auf aufgeweichtem DammIn der Nacht vom 22. August auf den 23. August 2005, während des Alpenhochwassers im August 2005, entgleisten bei Ludesch 10 Kesselwagen, nachdem der Bahndamm durch Hochwasser aufgeweicht worden war.
Saalfelden, Salzburg – VerschubzusammenstoßAm 21. Dezember 2005 überfuhr die Verschubreserve 1063 037 in Saalfelden unerlaubt ein Verschubverbot zeigendes Zwergsignal und stieß daraufhin mit dem einfahrenden Güterzug 54432, bespannt mit 1044 061 zusammen. Der Lokführer des Güterzuges wurde leicht verletzt, die Triebfahrzeuge schwer beschädigt. Die 1044 061 wurde 2010 noch zur Reihe 1144 umgezeichnet, jedoch nicht mehr instand gesetzt und 2014 schließlich verschrottet.
Lochau, Vorarlberg – EuroCity überfährt Polizisten und LeichenbestatterAm 29. Dezember 2006 überfuhr die SBB Re 421 des EuroCitys München–Zürich zwei Polizisten und einen Leichenbestatter und verletzte sie tödlich. Das Ermittlerteam war damit beschäftigt, einen zuvor an derselben Stelle ereigneten tödlichen Bahnunfall mit einer getöteten Person zu untersuchen. Obwohl die Polizei die ÖBB-Leitstelle in Innsbruck verständigt hatte, erhielt der Lokomotivführer keine Meldung über die sich im Gleisbereich aufhaltenden Personen. Der Lokführer, der am vorangehenden Unfall beteiligt war, war auch derselbe, der anschließend an diesem Unfall beteiligt war. Ein Fortsetzen des Dienstes als Lokführer nach einem Personenunfall war 2006 noch möglich.
Villach, Kärnten – Lokomotive entrollt und entgleistAm 18. Mai 2007 entrollte kurz vor 11 Uhr Vormittag die an die GySEV vermietete 1116 062 aus dem Bahnhof Tarvisio Boscoverde in Richtung Österreich. Zuvor war sie durch ein Verständnisproblem von der italienischen Verschubmannschaft vom Gleichstrom- in den Wechselstrombereich abgestoßen worden, obwohl sich der Triebfahrzeugführer noch nicht im Triebfahrzeug befand. Daraufhin rollte die Lok bis in den Einfahrbereich des Verschiebebahnhofes Villach Fürnitz, wo sie in einem Bogen mit etwa 140 km/h entgleiste, sich überschlug und beschädigt im angrenzenden Waldstück zum Stillstand kam. Verletzt wurde niemand, da der einzige zu dieser Zeit Richtung Italien fahrende Zug, EC 31, rechtzeitig verständigt und angehalten werden konnte.
Götzendorf an der Leitha, Niederösterreich – Gleisarbeiter überfahrenAm 12. Oktober 2007 erfasste ein Personenzug Wien–Neusiedl am See im Bahnhofsbereich Götzendorf an der Leitha der Ostbahn drei mit Gleisarbeiten beschäftigte ÖBB-Bedienstete. Alle drei Arbeiter wurden getötet.
Pöchlarn, Niederösterreich – Heterogen zusammengestellter Güterzug entgleistAm 18. Oktober 2008 entgleisten bei der Einfahrt in den Bahnhof Pöchlarn vier leere Containertragwagen eines Güterzuges. Die leichten im vorderen Zugdrittel eingereihten Containertragwagen wurden während der scharfen Bremsung aus niederer Geschwindigkeit durch die schweren Wagen am Zugschluss im Gegenbogen einer Weiche aus den Schienen gedrückt. Die Verwendung der elektrischen Bremse der Lokomotive hat die Längskräfte im Zug zusätzlich vergrößert. Die Entgleisung führte zur Überprüfung der Bremsvorschriften für Güterzüge mit G- und P-Bremse.
Kritzendorf, Niederösterreich – CityShuttle kollidiert mit GüterzugAm 26. März 2009 prallte im Bahnhof Kritzendorf an der Franz-Josefs-Bahn ein geschobener vierteiliger Wendezug seitlich in einen mit Kohle beladenen Ganzgüterzug. Durch die Kollision stürzten die letzten drei Wagen des Güterzugs um, der Steuerwagen entgleiste. 12 Personen wurden verletzt. Der Triebfahrzeugführer im Steuerwagen des CityShuttles überfuhr ein Halt zeigendes Ausfahrsignal. Der Steuerwagen war mit der Zugsicherung Indusi I 60 ausgerüstet. Die modernere Zugsicherung PZB 90 mit dem restriktiven Modus hätte die Kollision verhindern können.

## 2010–2019

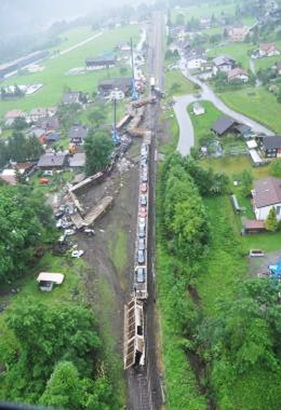
Entgleisungstelle im Bahnhof Braz. Die Automobile wurden weit in der Umgebung verstreut.

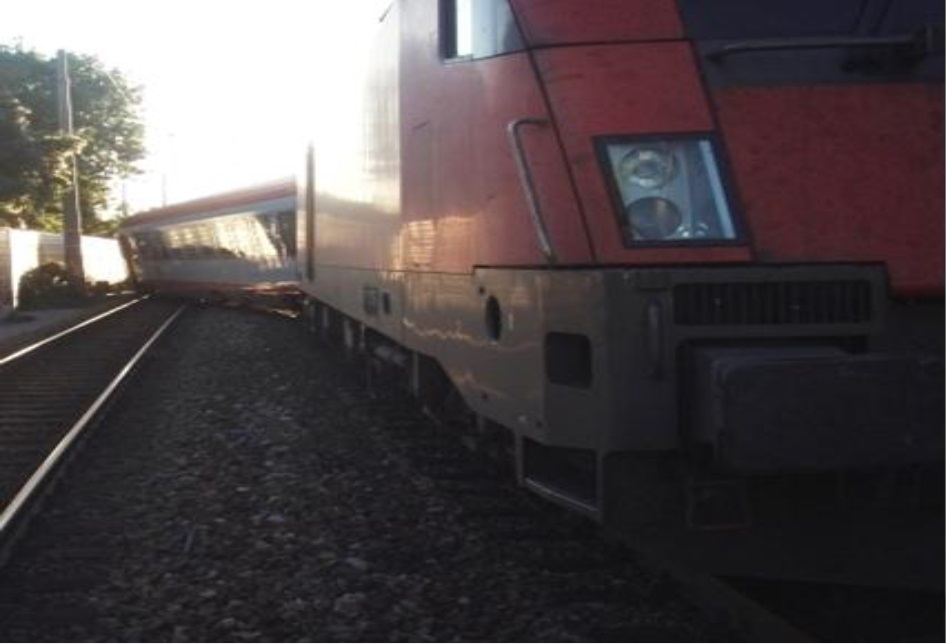
Entgleisung des Intercitys am 28. September 2012 in Wien

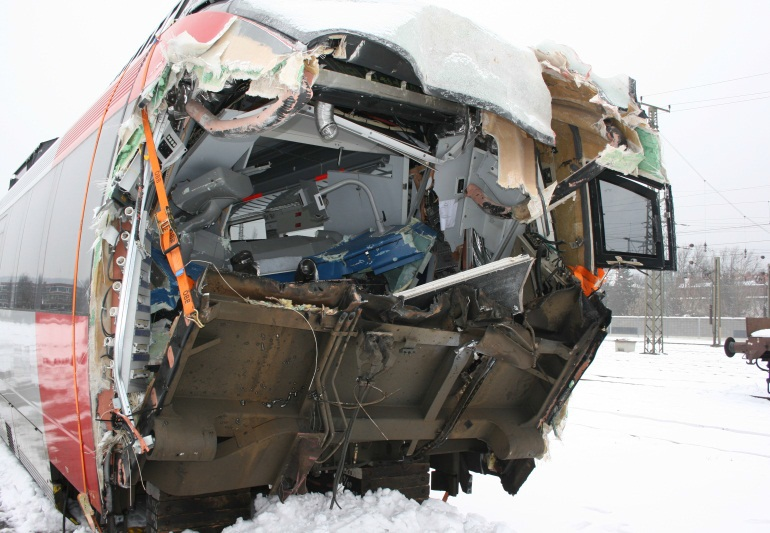
Der Führerstand des 4024 129 wurde bei der Kollision am 21. Jänner 2013 vollständig zerstört.

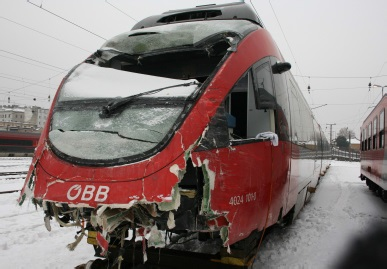
Beim S-Bahn-Unfall in Penzing beschädigter Talent 4024 101

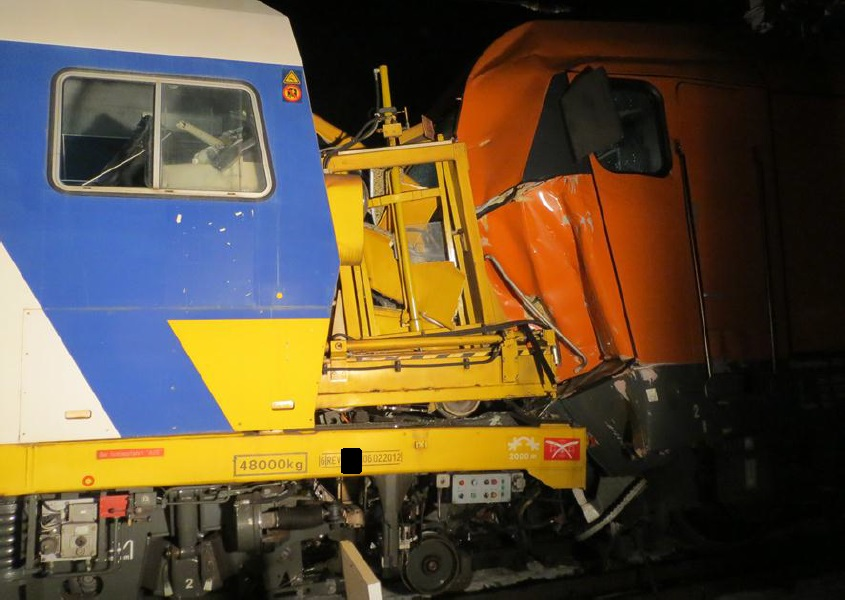
Eisenbahnunfall Obereggendorf: links der Gleismesswagen, rechts die Lok Baureihe 2016.

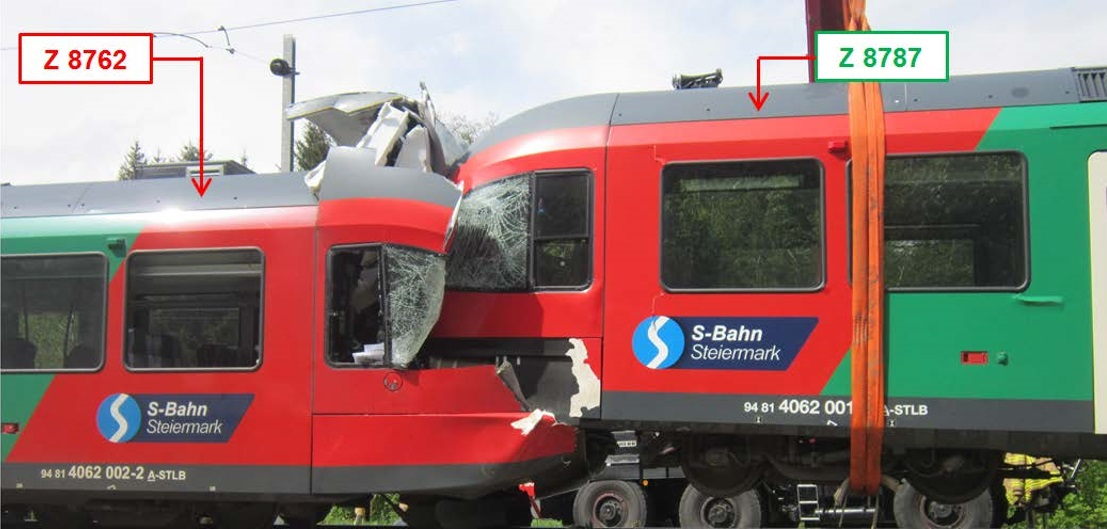
In Waldstein wartete Zug Z 8787 den aus Peggau kommenden Gegenzug Z 8762 nicht ab.

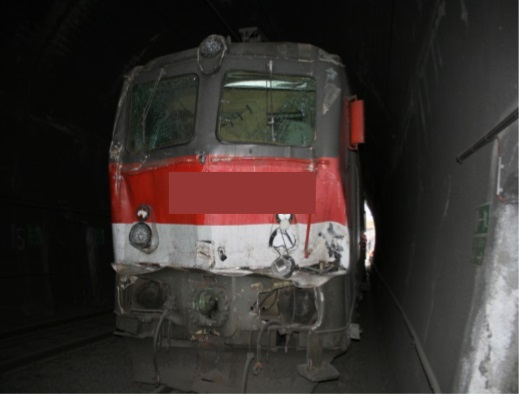
Beschädigte Hilfslokomotive 1144 282 im Polleroswandtunnel

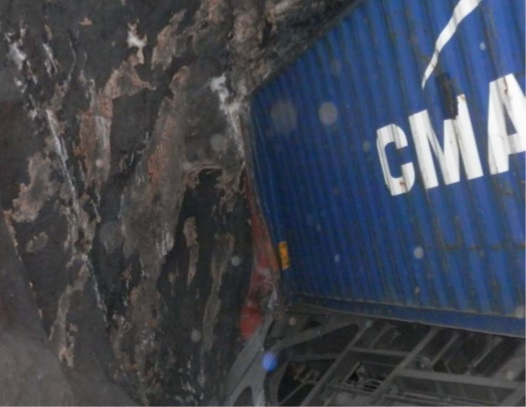
Auf der Semmeringbahn verunfallter Tragwagen mit Container im Polleroswandtunnel

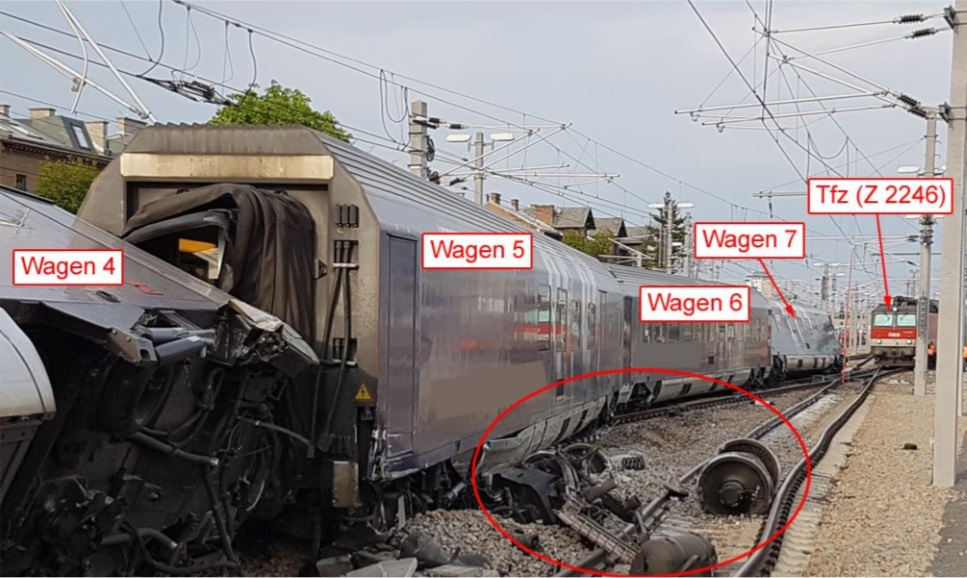
2017 in Meidling verunfallter Wendezug. Rot markiert die herausgerissenen Achsen eines Railjet-Wagens.

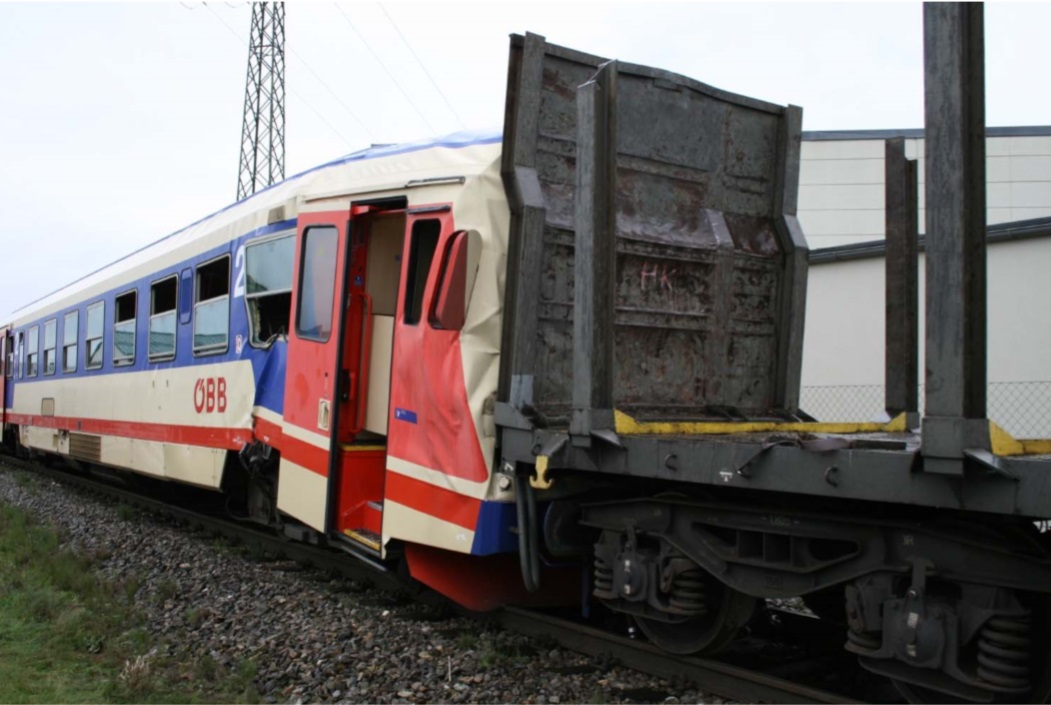
Entrollter Güterwagen, der in Wieselburg mit einem Zug kollidierte

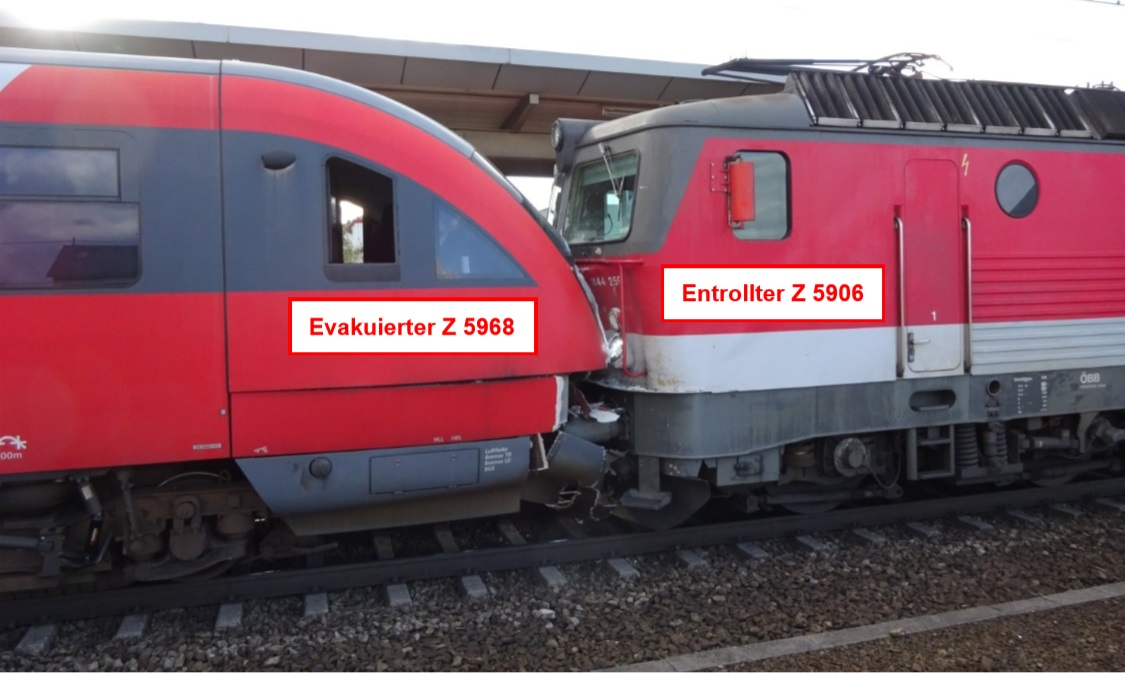
Triebfahrzeuge der Reihen 5022 und 1144 nach der Kollision in Haiding

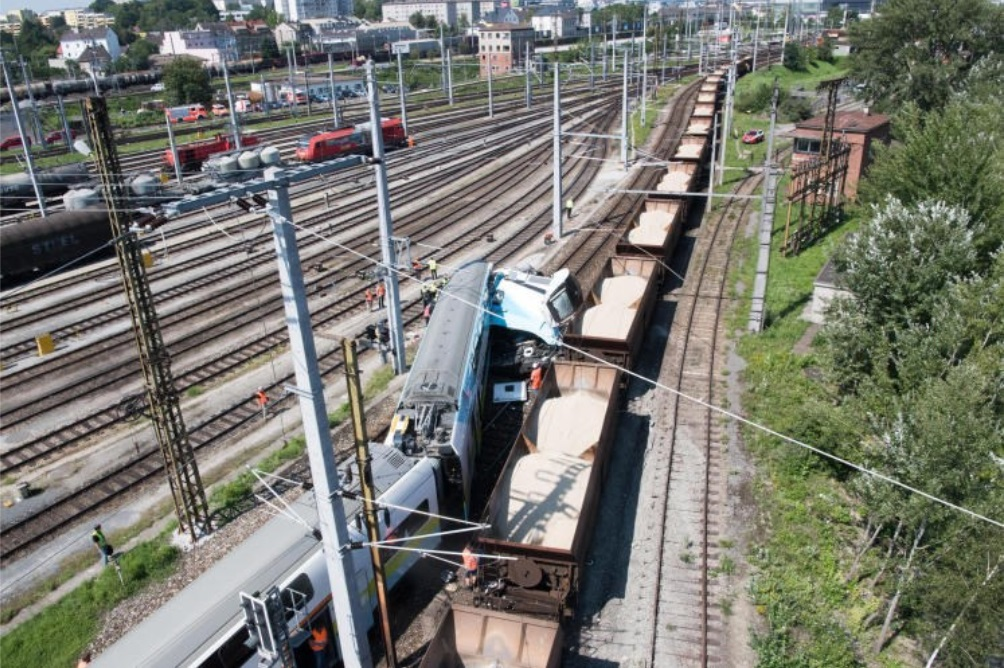
Verunfallter Westbahn-Zug in Linz

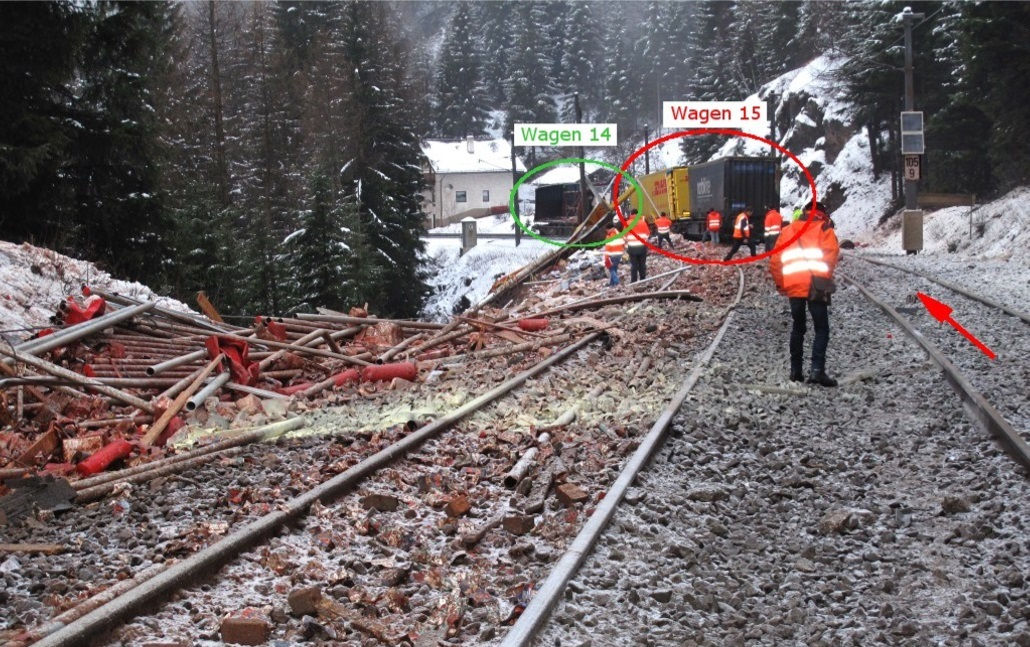
Die beiden letzten Wagen und die hinuntergeschleuderte Ladung links neben dem Gleis nach der Entgleisung bei Gries am Brenner

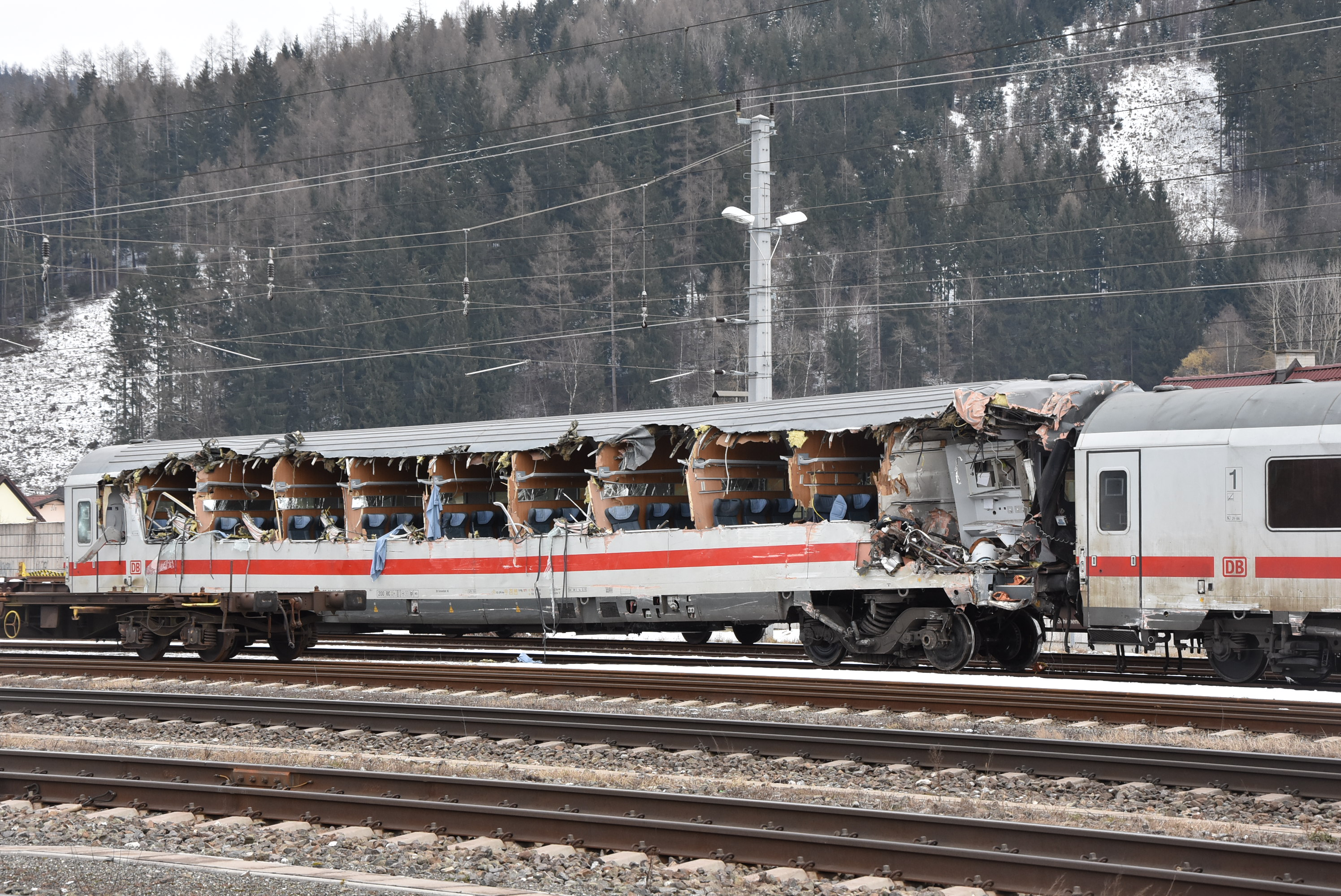
Ein zur Gänze aufgerissener Waggon des EuroCity 216 nach der Kollision von Niklasdorf

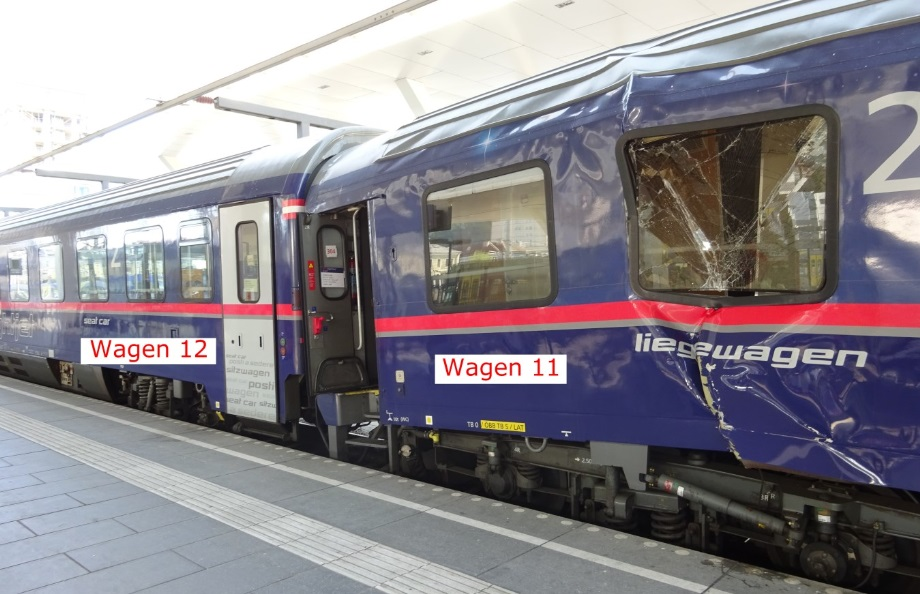
Bei der Kollision in Salzburg stark deformierter Liegewagen (Wagen 11) der stehenden Wagengruppe.

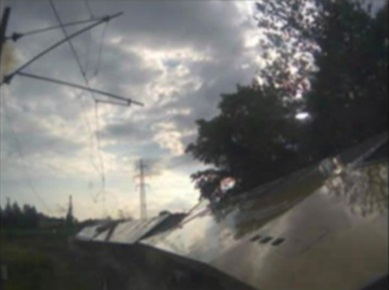
Umgestürzter ET 5 der Mariazellerbahn, aufgenommen vom Führerstand des ET 6 durch eine fest installierte Kamera

Braz, Vorarlberg – Entgleisung eines AutotransportzugsAm 16. Juni 2010 entgleiste auf der Arlbergbahn zwischen Hintergasse und Braz ein talwärts fahrender Güterzug, der aus einer ÖBB 1116 und 16 beladenen Autotransportwagen bestand. Wegen Bremsversagens erreichte der Zug eine Geschwindigkeit von 125 km/h, bevor er entgleiste. Die Lokomotive und 13 Wagen stürzten von der Bahntrasse und kamen zum Teil in unmittelbarer Nähe von Wohnhäusern zu liegen. Der Lokomotivführer wurde schwer verletzt. Unfallursache war ein gelöstes Sicherungsseil der Bremskupplung zwischen den beiden Wagenteilen des ersten Wagens. Dadurch hing die Bremskupplung durch und wurde beim Anschlagen gegen Schienenköpfe einseitig vom Bremsschlauch abgerissen und nach hinten geschleudert, so dass der Luftschlauch der Hauptluftleitung abgeknickt und die Bremsung der hinteren 15 Wagen des aus 16 Wagen bestehenden Zuges verhindert wurde.
Sankt Lorenzen bei Knittelfeld, Steiermark – Entgleisung nach MurgangAm 17. Juni 2012 fuhr in Sankt Lorenzen der aus Salzburg mit 140 km/h kommende Schnellzug 611 trotz eingeleiteter Schnellbremsung in eine Mure, die nach Starkregen die Rudolfsbahn verschüttete. Der Steuerwagen an der Spitze des CityShuttle-Wendezugs und vier weitere Wagen entgleisten und schlitterten auf dem Gleiskörper weiter. Von den über 200 Fahrgästen wurden elf leicht bis mittelschwer verletzt. Der verursachte Schaden belief sich auf rund fünf Millionen Euro.
Wien, Wien – Entgleisung eines IntercitysAm 28. September 2012 entgleiste auf der Westbahn zwischen dem Wiener Westbahnhof und Penzing die Lokomotive Baureihe 1116 und der erste Wagen eines nach Salzburg fahrenden InterCitys. Reisende und Zugpersonal blieben unverletzt, aber es kam zu erheblichen Sachschäden. Die Entgleisung wurde durch Einschalten eines Ersatzsignals ohne ausreichende Fahrstraßenprüfung verursacht. Kurz vor dem Befahren des Zugs wurde eine Weiche umgestellt. Das Stellwerk war wegen einer technischen Störung nur eingeschränkt benutzbar.
Penzing, Wien – Frontalkollision zweier S-Bahn-ZügeAm 21. Jänner 2013 kam es auf dem eingleisigen Abschnitt der Wiener S-Bahn zwischen Hütteldorf und Penzing zu einem Frontalzusammenstoß zweier vollbesetzter 4024-Garnituren der Vorortelinie S45. 8 Passagiere und einer der beiden Triebfahrzeugführer wurden schwer, 40 Reisende und der andere Triebfahrzeugführer leicht verletzt.
Wegen einer Störung der Gleisfreimeldeanlage im Bahnhof Hütteldorf erfolgte die Fahrerlaubnis des nach Penzing verkehrenden Zuges mit dem Ersatz- statt dem Ausfahrsignal. Zur Verhinderung von Gegenfahrten hätte in einem solchen Fall der Selbststellbetrieb im Bahnhof Penzing ausgeschaltet werden müssen. Der weiterhin aktive Selbststellbetrieb führte zu einer selbsttätigen Einstellung einer Fahrstraße für den in Gegenrichtung fahrenden Zug. Der Rückbau des zweiten Gleises zwischen Hütteldorf und Penzing, die veraltete und unübersichtliche Sicherungsanlage in Penzing und die Aufgabenüberlastung des Fahrdienstleiters hatten die Kollision mitbegünstigt.
Aus den beiden beschädigten Einheiten wurde eine neue Garnitur des 4024 101 gebildet, und mit einem dadurch überschüssigen Mittelwagen ein Zug der Reihe 4023 zum 4024 129 verlängert. Die restlichen drei Fahrzeugteile stehen seither im Werk Wien Jedlersdorf hinterstellt.
Obereggendorf, Niederösterreich – Güterzug rammt GleismesswagenAm 27. März 2013 prallte auf der Pottendorfer Linie ein Güterzug von Rail Transport Service (RTS) frontal auf einen im Bahnhof Obereggendorf stehenden Gleismesswagen der ÖBB. Dabei wurden zwei der vier Mitarbeiter, die sich im Gleismesswagen befanden, getötet. Vier Personen werden verletzt. Der Fahrdienstleiter hatte die Fahrstraße nicht überprüft und dem Güterzug die Einfahrt auf das besetzte Gleis ermöglicht.
Brenner, Tirol – Entrollte Lokomotiven am BrennerAm 10. Februar 2014 entrollten im RoLa-Terminal Brennersee zwei unbesetzte Lokomotiven Baureihe 189 von Lokomotion und Rail Traction Company und prallten in den Begleitwagen und die Schiebelokomotive 1144 eines RoLa-Zugs. Die 1144 281 stürzte eine Böschung hinunter und schrammte dem Bahnhofsgebäude entlang. Glücklicherweise war die Fahrstraße für die Schiebelokomotive in ein Stumpfgleis und nicht auf das Streckengleis mit 23 ‰ Gefälle eingestellt.
Leobendorf, Niederösterreich – Lkw von S-Bahn erfasstAm 4. September 2014 fuhr eine Garnitur der S3 in der Haltestelle Leobendorf-Burg Kreuzenstein in einen auf dem Bahnübergang festhängenden Lastkraftwagen. Der Lastkraftwagen ging in Vollbrand auf. Drei Zugpassagiere wurden leicht verletzt.
 Waldstein, Steiermark – Frontalkollision zweier Züge der Steiermärkischen LandesbahnenAm 6. Mai 2015 stießen auf der Übelbacherbahn nahe der Ausweiche Waldstein zwei GTW der Baureihe 4062 der Steiermärkischen Landesbahnen (STLB) frontal zusammen. Der tödlich verunglückte Triebfahrzeugführer hatte den aus Peggau-Deutschfeistritz kommenden Gegenzug nicht abgewartet. Eine Reisende verstarb im Spital, acht weitere Personen wurden verletzt. Auf der Strecke kommt der Zugleitbetrieb zum Einsatz, die Ausweiche ist mit Trapeztafeln abgesichert.
Allentsteig, Niederösterreich – REX mit Sattelzug kollidiertAm 25. September 2015 kollidierte der Regional-Express REX 2150 Wien–Gmünd auf einer Eisenbahnkreuzung kurz vor dem Bahnhof Allentsteig der Franz-Josefs-Bahn mit einem Sattelauflieger, der eine 18 t schwere Holzerntemaschine geladen hatte und an der überhöhten Eisenbahnkreuzung aufgesessen war. Der Triebfahrzeugführer verstarb noch an der Unfallstelle, während der Fahrer des Sattelschleppers noch vor dem Unfall aus dem Führerhaus steigen konnte. Die Unfalllok der Reihe 1144 (1144 286) wurde in der Hauptwerkstätte Linz repariert.
Breitenstein, Niederösterreich – Zurückrollender Güterzug kollidiert mit HilfslokAm 1. Dezember 2015 kam es auf der Semmeringbahn vor dem Bahnhof Semmering zu einer Zugtrennung des bergauf fahrenden Holzzuges 42322 unmittelbar hinter der führenden ÖBB 1116. Die gebrochene Kupplung des der Türkischen Staatsbahn gehörenden ersten Wagens war durch Gewalteinwirkung vorgeschädigt, weiterhin war unzulässigerweise an ihr geschweißt worden. Aufgrund der Schäden an der Zugeinrichtung war ein erneutes Kuppeln nicht möglich; der Zug blieb liegen und sollte mit der Nachschiebelok nach Breitenstein zurückgeführt werden. Ein nachfolgender, ebenfalls in Richtung Semmering fahrender Container-Ganzzug mit zwei Lokomotiven an der Spitze wurde am vorherigen Selbstblocksignal angehalten. Eine Hilfslok der Reihe 1144, die auf dem Weg von Mürzzuschlag nach Gloggnitz war, wurde vom Bahnhof Breitenstein als Nebenfahrt in den besetzten Gleisabschnitt eingelassen, um den Containerzug als Erstes zurück nach Breitenstein zu ziehen. Obwohl die Lokomotive noch gar nicht am Zugschluss angelangt war, löste der seit 12,5 Stunden im Dienst stehende Triebfahrzeugführer des Containerzuges in der irrigen Annahme, die Fahrt nach Breitenstein beginne, ohne den vorgeschriebenen Kontakt mit dem Führer der Hilfslok aufzunehmen, die Bremse. Der Zug kollidierte im Polleroswandtunnel mit etwa 60 km/h mit der nach einer Schnellbremsung bereits stehenden Nebenfahrt. Deren Lokführer wurde schwer verletzt. Sieben Containertragwagen und die Hilfslok entgleisten. An dieser 1144, den Containerwagen, den Containern und an ihrem Inhalt entstanden schwere Schäden, ebenso an den Gleis-, Oberleitungs- und Signalanlagen im Tunnel. Der Sachschaden betrug um die vier Millionen Euro. Die Semmeringbahn musste für rund zwei Wochen gesperrt werden. Das Landesgericht Wiener Neustadt bot dem wegen grob fahrlässiger Körperverletzung angeklagten Lokomotivführer des zurückgerollten Zuges Diversion an, die er annahm.
Vöcklabruck, Oberösterreich – Entgleisung eines RegionalzugsAm 25. Mai 2016 entgleisten alle zehn Achsen des Triebzuges 4024  096 auf der Einfahrweiche des Bahnhofs Vöcklabrück. Die nach Rücksprache mit dem Triebwagenführer vom Fahrdienstleiter angenommene Position des Zuges wich von der tatsächlichen ab, so dass der Fahrdienstleiter in der Annahme, zum Stellen der Weiche bleibe noch ausreichend Zeit, die Weiche umstellte, als der Zug diese bereits passierte. Es kam zu einer Gabelfahrt, ein Teil des Zuges geriet auf das zu diesem Zeitpunkt unbefahrene Gegengleis. Die als Regionalzug 3264 nach Kammer-Schörfling verkehrende Garnitur war zum Zeitpunkt der Entgleisung ohne Reisende unterwegs, niemand wurde verletzt.
Wartberg, Steiermark – Entgleisung nach MurgangAm 2. Juli 2016 fuhr auf der Südbahn im Bahnhof Wartberg im Mürztal ein von Tarvis kommender und Richtung Wien fahrender leerer Autozug mit rund 80 km/h in eine Mure, die nach heftigen Regenfällen kurz vor der Durchfahrt des Zuges niederging. Dabei entgleisten die Lokomotive ÖBB 1116 165 und mehrere Wagen. Da die Oberleitung in Mitleidenschaft gezogen war, konnte der schwer verletzte Lokomotivführer erst nach Freigabe der ÖBB geborgen werden.
Randegg und Wieselburg, Niederösterreich – Entlaufene Wagengruppe prallt auf Regionalzug
Am 19. Oktober 2016 unterliefen einem Verschieber am Bahnhof Randegg mehrere Fehler. Er kuppelte eine Wagengruppe ab, ohne vorher den Bremslufthahn zu öffnen und das Anliegen der Bremsklötze zu kontrollieren, und ohne einen bremsenden Hemmschuh vorgelegt zu haben. Die fünf Wagen entliefen unerkannt und rollten führerlos 20 km weit. Sie kollidierten etwa 20 Minuten später mit einem vor dem Einfahrsignal des Bahnhof Wieselburg stehenden Regionalzug, bestehend aus zwei Triebwagen der Reihe 5047. Da dieser nicht rechtzeitig geräumt wurde, sondern noch besetzt war, wurden 3 Personen schwer und 14 leicht verletzt. Das Gerichtsverfahren gegen den Verschieber endete am 31. August 2020 mit einer Diversionszahlung.
Meidling, Wien – Verschubfahrt kollidiert mit RailjetAm 15. April 2017 fuhr eine Verschubfahrt, bestehend aus einer Lok der Reihe 1144 und einem Doppelstock-Wendezug, in die Flanke eines Railjet von Wien nach Lienz. Zuvor hatte der Triebfahrzeugführer der Verschubfahrt ein Verschubsignal missachtet. Die letzten 4 Wagen entgleisten und kippten fast komplett um. Dabei wurden 16 Personen verletzt.
Linz, Oberösterreich – Westbahn-Doppelstocktriebzug kollidiert mit GüterzugAm 23. August 2017 kam es im Verschiebebahnhof Linz Ost zu einer Kollision zwischen einem neuen Kiss-Triebzug der Westbahn mit einem Erzzug von CargoServ. Der Westbahn-Zug hätte nach einem Probeeinsatz als Leerfahrt an einem Fahrverbot zeigendem Schutzsignal die Vorbeifahrt des Güterzugs abwarten sollen. Der Triebfahrzeugführer der Westbahn wurde schwer verletzt, zwei Personen im Triebzug erlitten leichte Verletzungen. Der Sachschaden belief sich auf einen zweistelligen Millionenbetrag.
Haiding, Oberösterreich – Entrollter Personenzug mit geräumten Zug gestopptAm 30. Oktober 2017 entrollte im Bahnhof Neumarkt-Kallham an der Bahnstrecke Wels–Passau ein leerer Regionalzug in Richtung Wels. Der Fahrdienstleiter bemerkte den Vorfall, worauf Feuerwehren die Bahnübergänge sicherten. Mit einem weiteren Personenzug der Reihe 5022, der zuvor im Bahnhof Haiding geräumt wurde, konnte nach 20 Kilometer Geisterfahrt der entlaufene Zug gestoppt werden. Den entstandenen Sachschaden schätzten die ÖBB auf mehrere hunderttausend Euro.
Gries am Brenner, Tirol – Entgleisung eines GüterzugsAm 22. Dezember 2017 entgleisten auf der Brennerbahn zwischen Brenner und Steinach die letzten beiden Doppelwagen eines talwärts fahrenden Güterzug von TX Logistik mit einer Geschwindigkeit von etwa 125 km/h. Nach dem Aufrüsten mit einem Test der Zugbeeinflussungssysteme im Bahnhof Brenner wurde vergessen, den Bremshahn zwischen den in Doppeltraktion verkehrenden Zuglokomotiven zu öffnen. Somit waren auf der Talfahrt nur die direkte und die elektrische Bremse einer der beiden Vectron-Lokomotiven wirksam. Die Strecke musste mehrere Tage gesperrt werden, es entstand erheblicher Sachschaden, 4800 Meter Gleis mussten neu verlegt werden.
Kritzendorf, Niederösterreich – Flankenfahrt zweier ReisezügeAm 22. Dezember 2017 fuhr auf der Franz-Josefs-Bahn im Bahnhof Kritzendorf eine S-Bahn einem durchfahrenden Regional-Express (REX) in die Flanke. Zwei Doppelstockwagen des REX stürzten um, ein dritter neigte sich zur Seite. Zwölf Reisende wurden verletzt. Weil die S-Bahn in Kritzendorf wendete, überfuhr der Zug keinen 500 Hz Magneten, es war somit keine restriktive Überwachung der PZB wirksam, sondern nur das Startprogramm, das allerdings 45 statt 25 km/h überwacht.
Niklasdorf, Steiermark – Flankenfahrt zweier ReisezügeAm 12. Februar 2018 stieß der von Graz nach Saarbrücken fahrende EuroCity 216 im Bahnhof Niklasdorf auf der Bahnstrecke Bruck an der Mur–Leoben mit einem als Regionalzug Friesach in Kärnten–Mürzzuschlag verkehrendem Triebzug der Reihe 4744 zusammen. Dabei wurden mehrere Wagen beschädigt bzw. zerstört. Bei einem Wagen des Fernreisezugs wurde die Seitenwand zur Gänze aufgerissen. Eine Reisende wurde getötet und 28 Personen verletzt. Der Triebfahrzeugführer fuhr gegen ein Halt zeigendes Signal an und somit ohne Zustimmung im Bahnhof ab. Ein 500-Hz-PZB-Magnet oder ein Signalnachahmer waren nicht vorhanden.
Friedburg und Braunau am Inn, Oberösterreich – Güterwagen rollen führerlos durch Bezirk und entgleisenAm 20. April 2018 gerieten um kurz nach 4 Uhr am Bahnhof Friedburg vier mit Papierrollen bestückte Güterwagen in Bewegung und rollten führerlos 32 Kilometer nordwärts. Die Güterwagen wiesen ein Gesamtgewicht von 300 Tonnen auf und erreichten eine Spitzengeschwindigkeit zwischen 75 und 100 km/h. Ein Versuch, die Fahrt am Bahnhof Munderfing mithilfe von Hemmschuhen zu stoppen, scheiterte. Die Güterwagen entgleisten mit hoher Geschwindigkeit in einer Kurve in Braunau am Inn (Ortschaft Dietfurt) und wurden dabei zerstört. Auch der Oberbau der Kurve wurde stark in Mitleidenschaft gezogen. Der entstandene Schaden wurde auf mehrere hunderttausend Euro geschätzt. Menschen kamen nicht zu Schaden. Ursache war ein nicht gesetzter Hemmschuh in Friedburg.
Salzburg, Salzburg – Verschubunfall mit NachtzugAm 20. April 2018 fuhr im Salzburger Hauptbahnhof eine Verschubgarnitur beim Verschub von Kurswagen aus Venedig mit deutlich zu hoher Geschwindigkeit auf den stehenden Zugteil des Nightjet Zürich–Wien auf. Zwei Reisende wurden schwer und 57 leicht verletzt. Ursache der Kollision war ein Ohnmachtsanfall der Triebfahrzeugführerin der geschobenen Verschubgarnitur. Bei Verschubbewegungen, bei den mit Fahrgästen besetzte Wagen beteiligt sind, kommt seither ein Luftbremsknopf an der Spitze des geschobenen Wagenteils zum Einsatz, damit bei Gefahr eine Notbremsung eingeleitet werden kann.
Völlerndorf, Niederösterreich – Entgleisung bei MariazellerbahnAm 26. Juni 2018 entgleiste auf der Mariazellerbahn bei Völlerndorf unmittelbar hinter der Brücke über die Pielach die vordere Garnitur des aus zwei „Himmelstreppen“ bestehenden Regionalzugs mit 55 km/h. Der hintere ET 6 blieb im Gleis, kam jedoch durch die Kollision mit dem führenden ET 5 in Schräglage. 34 Personen wurden verletzt, drei davon schwer. Auf dem geraden Streckenabschnitt vor der Pielachbrücke sind 70 km/h zulässig, auf der Brücke und dem nachfolgenden Bogen höchstens 35 km/h. Eine aktive Geschwindigkeitsüberwachung existierte nicht. Am 28. August 2019 wurde der angeklagte Triebwagenführer in St. Pölten rechtskräftig vom Vorwurf der grob fahrlässigen Körperverletzung und fahrlässigen Gemeingefährdung freigesprochen. Ein Gutachten hatte ergeben, dass der Lokführer wegen Flüssigkeits- und Nahrungsmangel für kurze Zeit das Bewusstsein und damit die Herrschaft über den Triebwagen verloren habe.
Munderfing, Oberösterreich – LKW wird von Güterzug in Haus geschleudertDer Fahrer eines LKW übersah am 4. März 2019 an einem Bahnübergang in Achenlohe (Munderfing) einen aus Braunau herannahenden, mit 17 Kesselwagen bestückten Güterzug. Die Wucht des Aufpralls war so groß, dass der LKW in das direkt angrenzende, ehemalige Bahnwärterhaus geschleudert wurde, welches von einem Ehepaar bewohnt wurde. Der LKW-Fahrer wurde dabei schwer und der Lokführer leicht verletzt. Letzterer konnte sich rechtzeitig im Maschinenraum der Lok in Sicherheit bringen. Das Ehepaar, welches sich während des Unfalls im Haus aufhielt, erlitt einen Schock. Das Gebäude musste im Anschluss abgerissen und der Unterbau aufgrund von Dieselaustritt über mehrere Wochen saniert werden, was die Sperrung des Streckenabschnitts zur Folge hatte. Die ÖBB gingen nach Abschluss der Arbeiten von Kosten in Höhe mehrerer Millionen Euro aus.
Wien – Kollision einer nicht besetzten Doppelstockgarnitur mit einer besetzten S-Bahn-GarniturAm 1. Juli 2019 kollidierte im Bereich Angerer Straße in Wien-Floridsdorf eine nicht besetzte Doppelstockgarnitur bei Verschubarbeiten seitlich mit einer mit rund 60 Personen besetzten S-Bahn-Garnitur, wobei beide Züge teilweise entgleisten. Beim Zusammenstoß wurden drei Personen leicht verletzt. Die viel befahrene Strecke zwischen Floridsdorf und Leopoldau wurde für den Zugverkehr bis 2. Juli 2019 in der Nacht gesperrt, einige Regionalzüge mussten über Wien-Stadlau und Simmering bis zum Wiener Hauptbahnhof umgeleitet werden.

## Seit 2020

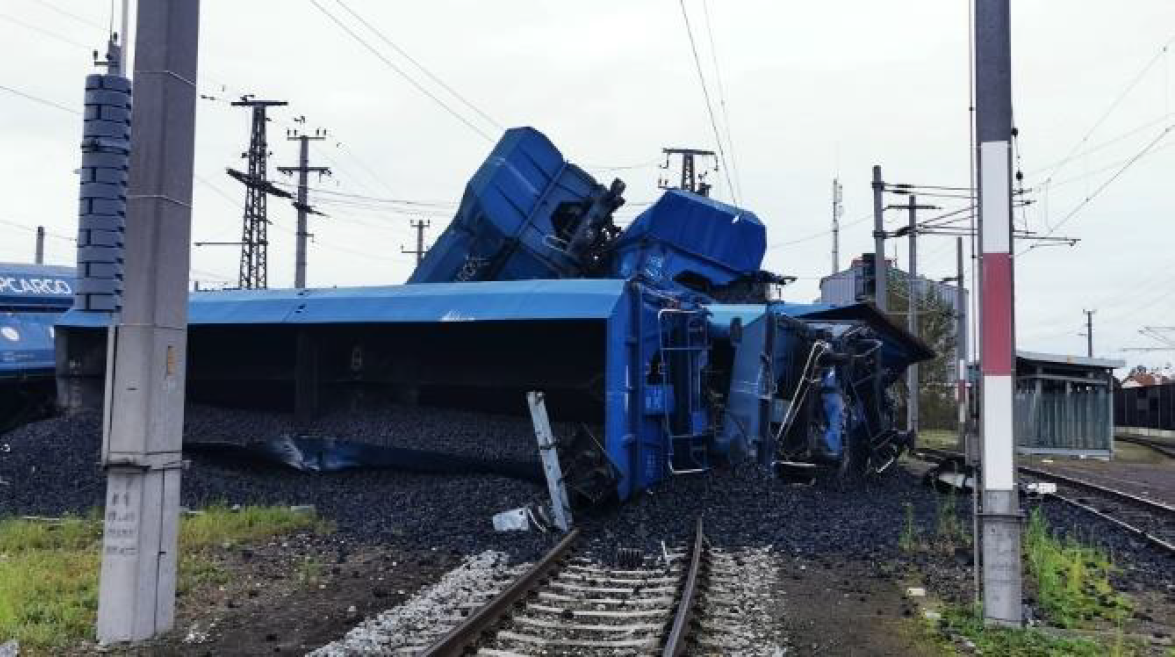
Beim Eisenbahnunfall in St. Valentin türmten sich die entgleisten Wagen und ragen zum Teil bis in die Oberleitung

St. Valentin, Niederösterreich – Entgleisung eines GüterzugsAm 30. Oktober 2020 entgleisten in St. Valentin die Wagen 7 bis 19 eines aus 32 Wagen bestehenden Ganzzuges von PKP Cargo, der von Polen nach Linz unterwegs war, und stürzten um. Der mit einer 1116 der ÖBB bespannte, ca. 290 Minuten verspätete und mit Koks beladene Güterzug fuhr mit 78 statt den erlaubten 40 km/h über die Einfahrweichen des Bahnhofs. Dem Unfall waren eine Zwangsbremsung, nach welcher der Lokführer die Fahrt ohne die erforderliche Zustimmung des Fahrdienstleiters des Bahnhofs St. Valentin fortsetzte, die Deaktivierung einer Geschwindigkeitsüberwachung und Missverständnisse zwischen Lokführer und Fahrdienstleiter vorausgegangen. Niemand wurde verletzt, aber es entstanden Schäden von geschätzt 3,7 Millionen Euro an der Infrastruktur (Gleise, Oberleitungen, Schaltgerüst) sowie Totalschäden an 13 Wagen. Beim Abtransport eines der schwer beschädigten Wagen mit Schrittgeschwindigkeit entgleiste dieser erneut. Der Vorgang konnte nach dem Aufgleisen des Havaristen fortgesetzt werden.
Murtalbahn – Entgleisung aufgrund eines Hindernisses im GleisAm 9. Juli 2021 fuhr das führende Fahrzeug eines Triebzugs zwischen Kendlbruck und Predlitz beim Streckenkilometer 50,9 in den Wurzelstock eines nach einem Gewitter umgestürzten Baumes, entgleiste, rutschte in die Mur und kam auf der linken Fahrzeugseite im Fluss zu liegen. Die beiden hinteren Wagen blieben, nachdem die Kupplung zum führenden Fahrzeug brach, auf dem Gleis stehen. Im Zug reisten 53 Fahrgäste, überwiegend Schülerinnen und Schüler. 15 (nach anderen Meldungen 17) wurden leicht verletzt. (siehe auch Murtalbahn)
Münchendorf, Niederösterreich – Entgleisung eines PersonenzugesAm Abend des 9. Mai 2022 entgleiste auf der Pottendorfer Linie zwischen den Bahnhöfen Achau und Münchendorf im Bezirk Mödling der REX 7657 (Deutschkreutz–Bratislava-Petržalka), als er eine für 60 km/h zugelassene Weiche mit 143 km/h befuhr. Der Zug bestand aus zwei Triebzügen der GySEV/Raaberbahn, ein ET der Reihe 4746 an der Zugspitze und einer der Reihe 4744, beide auch als Ventus bekannt. Die zwei ersten Wagen des vorderen Triebzugs stürzten um. Ein Mensch starb, drei Personen wurden schwer und acht leicht verletzt. Der Triebfahrzeugführer befand sich unter den Schwerverletzten. Er erhielt am 24. Jänner 2023 vor dem Landesgericht Wiener Neustadt sechs Monate Haft bedingt wegen fahrlässiger Gemeingefährdung. Das Urteil des Landesgerichts Wiener Neustadt wurde im August 2023 vom Oberlandesgericht Wien aufgehoben.
Fürnitz, Kärnten – Flankenfahrt eines GüterzugesAm 20. Jänner 2023 um 04.23 Uhr überfuhr ein mit zwei Lokomotiven bespannter 1600 Tonnen schwerer, von Tarvis (Italien) kommender TX-Güterzug im Bahnhof Fürnitz ein Halt zeigendes Signal und stieß in die Flanke des hinteren Teils eines entgegenkommenden RCA-Zuges. Die beiden Lokomotiven des TX-Zuges sowie einige Wagen kippten um. Der Lokomotivführer des das Signal überfahrenden Zuges wurde verletzt, der andere Lokführer erlitt einen Schock. Im hinteren Teil des gerammten Zuges waren fünf mit Kerosin beladene Kesselwagen eingereiht. Vier dieser Wagen stürzten um. Nach der Entgleisung fingen einige Wagen zu brennen an. Das Feuer konnte schnell gelöscht werden. Ein Kesselwagen schlug leck und lief nahezu komplett aus, wobei zwischen 70.000 und 80.000 Liter Kerosin versickerten. Der Lokführer des späteren Unfallzuges hatte zunächst am 20. Jänner ab 02:00 h früh mit zwei Lokomotiven einen Zug ab Villach nach Tarvis gebracht. Am frühen Morgen des gleichen Tages sollte mit diesen zwei Loks ein anderer Güterzug zurück nach Villach gezogen werden, doch die PZB-Zugsicherung der führenden Lok war plötzlich defekt. Eine Ersatzmaschine hätte erst in Villach zur Verfügung gestanden. Auf italienischer Seite steuerte der Lokführer diesen Zug ohne Information an die Fahrdienstleitung, auf österreichischem Gebiet erfolgte die Fahrt ohne PZB mit Genehmigung der Fahrdienstleitung. Laut Ermittlungsergebnissen übersah der Lokführer des TX Logistik-Zuges ein auf „Halt“ hinweisendes Vorsignal, während der gerammte Zug freie Fahrt hatte. Die in einem solchen Fall normalerweise erfolgende Zwangsbremsung unterblieb jedoch aufgrund des Ausfalls der PZB. Ob diese Fahrt ohne PZB bei auf 100 km/h verminderter zulässiger Höchstgeschwindigkeit vorschriftsgemäß stattfand und warum der Triebfahrzeugführer das „Halt“ zeigende Signal überfuhr, ist noch zu klären. Der Sachschaden beträgt über 20 Millionen Euro. Unmittelbar nach dem Unfall wurde die Vorschrift dahingehend geändert, dass in diesen Fällen die Höchstgeschwindigkeit wie bereits in Deutschland auf 50 km/h herabgesetzt wurde.
Kittsee, Burgenland – Flankenfahrt eines GüterzugesAm 30. April 2023 gegen 21:40 Uhr kollidierten auf der Ostbahn im Bereich der Nordost-Autobahn-Brücke bei Kittsee zwei Güterzüge seitlich (Flankenfahrt). Die Infrastruktur wurde stark beschädigt. Die Strecke musste zur Instandsetzung für etwa eine Woche gesperrt werden. Aus einem verunfallten Gefahrengut-Kesselwagen musste von Atemschutztrupps Salpetersäure umgepumpt werden.
Terfener Tunnel, Tirol – Brand auf dem Autoreisezugwagen eines NachtzugesAm 7. Juni 2023 geriet auf einem Autoreisezugwagen des Nightjet 40420/420 ein Campingbus im Terfener Tunnel in Brand, nachdem dessen Aufstelldach durch den Fahrtwind selbstständig aufgeklappt und mit der Oberleitung (Spannung: 15 kV) in Kontakt gekommen war. Der Campingbus und ein zweites verladenes Fahrzeug brannten aus. Der mit 151 Reisenden besetzte Zug kam im Tunnel zum Stehen und wurde evakuiert. Es gab 33 durch Rauchgasvergiftung verletzte Personen.